# Llista d'asteroides (282001-283000)
Llista d'asteroides del 282.001 al 283.000, amb data de descoberta i descobridor. És un fragment de la llista d'asteroides completa. Als asteroides se'ls dona un número quan es confirma la seva òrbita, per tant apareixen llistats aproximadament segons la data de descobriment.

## 282001-282100
| Nom    | Designació provisional | Data de descobriment   | Lloc de descobriment | Descobridor/s                                          |
| ------ | ---------------------- | ---------------------- | -------------------- | ------------------------------------------------------ |
| 282001 | 2011 HO44              | 4 de maig de 2006      | Mount Lemmon         | Mt. Lemmon Survey                                      |
| 282002 | 2011 HA49              | 17 de març de 2005     | Kitt Peak            | Spacewatch                                             |
| 282003 | 2011 HG49              | 16 de març de 2005     | Catalina             | CSS                                                    |
| 282004 | 2011 HY49              | 9 d'abril de 2003      | Kitt Peak            | Spacewatch                                             |
| 282005 | 2011 HS52              | 7 de febrer de 2002    | Palomar              | NEAT                                                   |
| 282006 | 2011 HZ55              | 1 de novembre de 1999  | Kitt Peak            | Spacewatch                                             |
| 282007 | 2011 HJ56              | 8 de novembre de 2008  | Mount Lemmon         | Mt. Lemmon Survey                                      |
| 282008 | 2011 HV57              | 5 de maig de 2002      | Palomar              | NEAT                                                   |
| 282009 | 2011 HR58              | 24 de juliol de 2003   | Palomar              | NEAT                                                   |
| 282010 | 2011 HL61              | 22 de gener de 2006    | Catalina             | CSS                                                    |
| 282011 | 2011 HF64              | 12 de febrer de 2000   | Apache Point         | Sloan Digital Sky Survey                               |
| 282012 | 2011 HF66              | 9 d'octubre de 2002    | Kitt Peak            | Spacewatch                                             |
| 282013 | 2011 HH66              | 18 de gener de 2004    | Kitt Peak            | Spacewatch                                             |
| 282014 | 2011 HA67              | 25 de maig de 2003     | Kitt Peak            | Spacewatch                                             |
| 282015 | 2011 HE71              | 2 de desembre de 2004  | Catalina             | CSS                                                    |
| 282016 | 2011 HN78              | 25 d'abril de 2007     | Mount Lemmon         | Mt. Lemmon Survey                                      |
| 282017 | 2011 HW78              | 23 d'octubre de 2003   | Kitt Peak            | Spacewatch                                             |
| 282018 | 2011 HC82              | 7 de març de 2003      | Needville            | J. Dellinger, W. G. Dillon                             |
| 282019 | 2011 HP82              | 10 d'abril de 2002     | Palomar              | NEAT                                                   |
| 282020 | 2011 HQ82              | 22 d'octubre de 2003   | Apache Point         | Sloan Digital Sky Survey                               |
| 282021 | 2011 HE83              | 11 d'agost de 2001     | Palomar              | NEAT                                                   |
| 282022 | 2011 JC2               | 25 d'abril de 2006     | Kitt Peak            | Spacewatch                                             |
| 282023 | 2011 JY10              | 22 de gener de 2006    | Catalina             | CSS                                                    |
| 282024 | 2852 P-L               | 24 de setembre de 1960 | Palomar              | C. J. van Houten, I. van Houten-Groeneveld, T. Gehrels |
| 282025 | 5347 T-2               | 30 de setembre de 1973 | Palomar              | C. J. van Houten, I. van Houten-Groeneveld, T. Gehrels |
| 282026 | 2184 T-3               | 16 d'octubre de 1977   | Palomar              | C. J. van Houten, I. van Houten-Groeneveld, T. Gehrels |
| 282027 | 5069 T-3               | 16 d'octubre de 1977   | Palomar              | C. J. van Houten, I. van Houten-Groeneveld, T. Gehrels |
| 282028 | 1990 TV9               | 10 d'octubre de 1990   | Tautenburg           | F. Borngen, L. D. Schmadel                             |
| 282029 | 1993 OH3               | 20 de juliol de 1993   | La Silla             | E. W. Elst                                             |
| 282030 | 1994 XK2               | 1 de desembre de 1994  | Kitt Peak            | Spacewatch                                             |
| 282031 | 1995 ME6               | 24 de juny de 1995     | Kitt Peak            | Spacewatch                                             |
| 282032 | 1995 OP4               | 22 de juliol de 1995   | Kitt Peak            | Spacewatch                                             |
| 282033 | 1995 OA17              | 27 de juliol de 1995   | Kitt Peak            | Spacewatch                                             |
| 282034 | 1995 UO                | 19 d'octubre de 1995   | Sormano              | V. Giuliani, A. Testa                                  |
| 282035 | 1995 WG18              | 17 de novembre de 1995 | Kitt Peak            | Spacewatch                                             |
| 282036 | 1996 FQ13              | 18 de març de 1996     | Kitt Peak            | Spacewatch                                             |
| 282037 | 1998 QD49              | 17 d'agost de 1998     | Socorro              | LINEAR                                                 |
| 282038 | 1998 QO79              | 24 d'agost de 1998     | Socorro              | LINEAR                                                 |
| 282039 | 1998 QJ89              | 24 d'agost de 1998     | Socorro              | LINEAR                                                 |
| 282040 | 1998 QJ94              | 17 d'agost de 1998     | Socorro              | LINEAR                                                 |
| 282041 | 1998 RT54              | 14 de setembre de 1998 | Socorro              | LINEAR                                                 |
| 282042 | 1998 SP2               | 18 de setembre de 1998 | Socorro              | LINEAR                                                 |
| 282043 | 1998 ST106             | 26 de setembre de 1998 | Socorro              | LINEAR                                                 |
| 282044 | 1998 SF107             | 26 de setembre de 1998 | Socorro              | LINEAR                                                 |
| 282045 | 1998 VL55              | 10 de novembre de 1998 | Caussols             | ODAS                                                   |
| 282046 | 1998 XY65              | 14 de desembre de 1998 | Socorro              | LINEAR                                                 |
| 282047 | 1999 FC12              | 18 de març de 1999     | Kitt Peak            | Spacewatch                                             |
| 282048 | 1999 JY110             | 13 de maig de 1999     | Socorro              | LINEAR                                                 |
| 282049 | 1999 RE66              | 7 de setembre de 1999  | Socorro              | LINEAR                                                 |
| 282050 | 1999 RC91              | 7 de setembre de 1999  | Socorro              | LINEAR                                                 |
| 282051 | 1999 RF240             | 11 de setembre de 1999 | Anderson Mesa        | LONEOS                                                 |
| 282052 | 1999 SO2               | 22 de setembre de 1999 | Socorro              | LINEAR                                                 |
| 282053 | 1999 TO18              | 14 d'octubre de 1999   | Xinglong             | Beijing Schmidt CCD Asteroid Program                   |
| 282054 | 1999 TS129             | 6 d'octubre de 1999    | Socorro              | LINEAR                                                 |
| 282055 | 1999 TT148             | 7 d'octubre de 1999    | Socorro              | LINEAR                                                 |
| 282056 | 1999 TD168             | 10 d'octubre de 1999   | Socorro              | LINEAR                                                 |
| 282057 | 1999 TH193             | 12 d'octubre de 1999   | Socorro              | LINEAR                                                 |
| 282058 | 1999 TO244             | 7 d'octubre de 1999    | Catalina             | CSS                                                    |
| 282059 | 1999 TE255             | 9 d'octubre de 1999    | Kitt Peak            | Spacewatch                                             |
| 282060 | 1999 TT265             | 3 d'octubre de 1999    | Socorro              | LINEAR                                                 |
| 282061 | 1999 TL270             | 3 d'octubre de 1999    | Socorro              | LINEAR                                                 |
| 282062 | 1999 UM12              | 31 d'octubre de 1999   | Kitt Peak            | Spacewatch                                             |
| 282063 | 1999 VJ44              | 3 de novembre de 1999  | Catalina             | CSS                                                    |
| 282064 | 1999 VT50              | 3 de novembre de 1999  | Socorro              | LINEAR                                                 |
| 282065 | 1999 VT109             | 9 de novembre de 1999  | Socorro              | LINEAR                                                 |
| 282066 | 1999 WE17              | 30 de novembre de 1999 | Kitt Peak            | Spacewatch                                             |
| 282067 | 1999 XC9               | 5 de desembre de 1999  | Socorro              | LINEAR                                                 |
| 282068 | 1999 XH17              | 7 de desembre de 1999  | Socorro              | LINEAR                                                 |
| 282069 | 1999 XN24              | 6 de desembre de 1999  | Socorro              | LINEAR                                                 |
| 282070 | 1999 XB80              | 7 de desembre de 1999  | Socorro              | LINEAR                                                 |
| 282071 | 1999 XE155             | 8 de desembre de 1999  | Socorro              | LINEAR                                                 |
| 282072 | 1999 XT239             | 7 de desembre de 1999  | Catalina             | CSS                                                    |
| 282073 | 1999 XN259             | 5 de desembre de 1999  | Kitt Peak            | Spacewatch                                             |
| 282074 | 2000 AP26              | 3 de gener de 2000     | Socorro              | LINEAR                                                 |
| 282075 | 2000 CZ71              | 7 de febrer de 2000    | Kitt Peak            | Spacewatch                                             |
| 282076 | 2000 CC73              | 7 de febrer de 2000    | Kitt Peak            | Spacewatch                                             |
| 282077 | 2000 ER142             | 3 de març de 2000      | Socorro              | LINEAR                                                 |
| 282078 | 2000 GP51              | 5 d'abril de 2000      | Socorro              | LINEAR                                                 |
| 282079 | 2000 HS33              | 24 d'abril de 2000     | Anderson Mesa        | LONEOS                                                 |
| 282080 | 2000 LU29              | 5 de juny de 2000      | Kitt Peak            | Spacewatch                                             |
| 282081 | 2000 NG                | 1 de juliol de 2000    | Prescott             | P. G. Comba                                            |
| 282082 | 2000 PE6               | 5 d'agost de 2000      | Haleakala            | NEAT                                                   |
| 282083 | 2000 PX27              | 9 d'agost de 2000      | Socorro              | LINEAR                                                 |
| 282084 | 2000 QN7               | 25 d'agost de 2000     | Socorro              | LINEAR                                                 |
| 282085 | 2000 QD24              | 25 d'agost de 2000     | Socorro              | LINEAR                                                 |
| 282086 | 2000 QS39              | 24 d'agost de 2000     | Socorro              | LINEAR                                                 |
| 282087 | 2000 QW59              | 26 d'agost de 2000     | Socorro              | LINEAR                                                 |
| 282088 | 2000 QU84              | 25 d'agost de 2000     | Socorro              | LINEAR                                                 |
| 282089 | 2000 QK134             | 26 d'agost de 2000     | Socorro              | LINEAR                                                 |
| 282090 | 2000 QE143             | 31 d'agost de 2000     | Socorro              | LINEAR                                                 |
| 282091 | 2000 QL158             | 31 d'agost de 2000     | Socorro              | LINEAR                                                 |
| 282092 | 2000 QM229             | 31 d'agost de 2000     | Socorro              | LINEAR                                                 |
| 282093 | 2000 RR75              | 3 de setembre de 2000  | Socorro              | LINEAR                                                 |
| 282094 | 2000 RN90              | 3 de setembre de 2000  | Socorro              | LINEAR                                                 |
| 282095 | 2000 SP20              | 23 de setembre de 2000 | Socorro              | LINEAR                                                 |
| 282096 | 2000 SG26              | 23 de setembre de 2000 | Socorro              | LINEAR                                                 |
| 282097 | 2000 ST63              | 24 de setembre de 2000 | Socorro              | LINEAR                                                 |
| 282098 | 2000 SN78              | 24 de setembre de 2000 | Socorro              | LINEAR                                                 |
| 282099 | 2000 SH96              | 23 de setembre de 2000 | Socorro              | LINEAR                                                 |
| 282100 | 2000 SP134             | 23 de setembre de 2000 | Socorro              | LINEAR                                                 |

## 282101-282200
| Nom    | Designació provisional | Data de descobriment   | Lloc de descobriment | Descobridor/s            |
| ------ | ---------------------- | ---------------------- | -------------------- | ------------------------ |
| 282101 | 2000 SE225             | 27 de setembre de 2000 | Socorro              | LINEAR                   |
| 282102 | 2000 SL286             | 25 de setembre de 2000 | Socorro              | LINEAR                   |
| 282103 | 2000 TV17              | 1 d'octubre de 2000    | Socorro              | LINEAR                   |
| 282104 | 2000 TN60              | 2 d'octubre de 2000    | Anderson Mesa        | LONEOS                   |
| 282105 | 2000 UN95              | 25 d'octubre de 2000   | Socorro              | LINEAR                   |
| 282106 | 2000 UE97              | 25 d'octubre de 2000   | Socorro              | LINEAR                   |
| 282107 | 2000 VW6               | 1 de novembre de 2000  | Socorro              | LINEAR                   |
| 282108 | 2000 WH36              | 20 de novembre de 2000 | Socorro              | LINEAR                   |
| 282109 | 2000 WL67              | 27 de novembre de 2000 | Socorro              | LINEAR                   |
| 282110 | 2000 WJ79              | 20 de novembre de 2000 | Socorro              | LINEAR                   |
| 282111 | 2000 WW123             | 27 de novembre de 2000 | Kitt Peak            | Spacewatch               |
| 282112 | 2000 WT160             | 20 de novembre de 2000 | Anderson Mesa        | LONEOS                   |
| 282113 | 2000 WY174             | 26 de novembre de 2000 | Socorro              | LINEAR                   |
| 282114 | 2000 WL177             | 27 de novembre de 2000 | Socorro              | LINEAR                   |
| 282115 | 2000 YS97              | 30 de desembre de 2000 | Socorro              | LINEAR                   |
| 282116 | 2001 AF8               | 2 de gener de 2001     | Socorro              | LINEAR                   |
| 282117 | 2001 AN10              | 2 de gener de 2001     | Socorro              | LINEAR                   |
| 282118 | 2001 AT37              | 5 de gener de 2001     | Socorro              | LINEAR                   |
| 282119 | 2001 BN57              | 20 de gener de 2001    | Haleakala            | NEAT                     |
| 282120 | 2001 CU41              | 15 de febrer de 2001   | Ondrejov             | P. Pravec, L. Sarounova  |
| 282121 | 2001 DW6               | 16 de febrer de 2001   | Crni Vrh             | Crni Vrh                 |
| 282122 | 2001 DD8               | 16 de febrer de 2001   | Kitt Peak            | Spacewatch               |
| 282123 | 2001 DU39              | 19 de febrer de 2001   | Socorro              | LINEAR                   |
| 282124 | 2001 FV186             | 18 de març de 2001     | Anderson Mesa        | LONEOS                   |
| 282125 | 2001 HP6               | 18 d'abril de 2001     | Kitt Peak            | Spacewatch               |
| 282126 | 2001 MV1               | 18 de juny de 2001     | Anderson Mesa        | LONEOS                   |
| 282127 | 2001 MD18              | 20 de juny de 2001     | Haleakala            | NEAT                     |
| 282128 | 2001 NT12              | 13 de juliol de 2001   | Haleakala            | NEAT                     |
| 282129 | 2001 NG17              | 14 de juliol de 2001   | Palomar              | NEAT                     |
| 282130 | 2001 ON55              | 22 de juliol de 2001   | Palomar              | NEAT                     |
| 282131 | 2001 OW87              | 30 de juliol de 2001   | Palomar              | NEAT                     |
| 282132 | 2001 PM39              | 11 d'agost de 2001     | Palomar              | NEAT                     |
| 282133 | 2001 QL48              | 16 d'agost de 2001     | Socorro              | LINEAR                   |
| 282134 | 2001 QU114             | 17 d'agost de 2001     | Socorro              | LINEAR                   |
| 282135 | 2001 QJ132             | 20 d'agost de 2001     | Socorro              | LINEAR                   |
| 282136 | 2001 QX133             | 21 d'agost de 2001     | Socorro              | LINEAR                   |
| 282137 | 2001 QE153             | 26 d'agost de 2001     | Haleakala            | NEAT                     |
| 282138 | 2001 QN153             | 25 d'agost de 2001     | Socorro              | LINEAR                   |
| 282139 | 2001 QL157             | 23 d'agost de 2001     | Anderson Mesa        | LONEOS                   |
| 282140 | 2001 QK166             | 24 d'agost de 2001     | Haleakala            | NEAT                     |
| 282141 | 2001 QQ170             | 24 d'agost de 2001     | Socorro              | LINEAR                   |
| 282142 | 2001 QG268             | 20 d'agost de 2001     | Socorro              | LINEAR                   |
| 282143 | 2001 QT327             | 17 d'agost de 2001     | Palomar              | NEAT                     |
| 282144 | 2001 QH330             | 25 d'agost de 2001     | Anderson Mesa        | LONEOS                   |
| 282145 | 2001 QJ333             | 19 d'agost de 2001     | Socorro              | LINEAR                   |
| 282146 | 2001 RJ3               | 8 de setembre de 2001  | Anderson Mesa        | LONEOS                   |
| 282147 | 2001 RV39              | 10 de setembre de 2001 | Socorro              | LINEAR                   |
| 282148 | 2001 RC54              | 12 de setembre de 2001 | Socorro              | LINEAR                   |
| 282149 | 2001 RN58              | 12 de setembre de 2001 | Socorro              | LINEAR                   |
| 282150 | 2001 RE72              | 10 de setembre de 2001 | Socorro              | LINEAR                   |
| 282151 | 2001 RF82              | 11 de setembre de 2001 | Anderson Mesa        | LONEOS                   |
| 282152 | 2001 RF115             | 12 de setembre de 2001 | Socorro              | LINEAR                   |
| 282153 | 2001 SF5               | 16 de setembre de 2001 | Socorro              | LINEAR                   |
| 282154 | 2001 SU12              | 16 de setembre de 2001 | Socorro              | LINEAR                   |
| 282155 | 2001 SL17              | 16 de setembre de 2001 | Socorro              | LINEAR                   |
| 282156 | 2001 SS49              | 16 de setembre de 2001 | Socorro              | LINEAR                   |
| 282157 | 2001 SS94              | 20 de setembre de 2001 | Socorro              | LINEAR                   |
| 282158 | 2001 SY101             | 20 de setembre de 2001 | Socorro              | LINEAR                   |
| 282159 | 2001 SV110             | 20 de setembre de 2001 | Socorro              | LINEAR                   |
| 282160 | 2001 SG112             | 19 de setembre de 2001 | Socorro              | LINEAR                   |
| 282161 | 2001 SO112             | 20 de setembre de 2001 | Socorro              | LINEAR                   |
| 282162 | 2001 SC167             | 19 de setembre de 2001 | Socorro              | LINEAR                   |
| 282163 | 2001 SK207             | 19 de setembre de 2001 | Socorro              | LINEAR                   |
| 282164 | 2001 SA223             | 19 de setembre de 2001 | Socorro              | LINEAR                   |
| 282165 | 2001 SF227             | 19 de setembre de 2001 | Socorro              | LINEAR                   |
| 282166 | 2001 SU229             | 19 de setembre de 2001 | Socorro              | LINEAR                   |
| 282167 | 2001 ST275             | 21 de setembre de 2001 | Kitt Peak            | Spacewatch               |
| 282168 | 2001 SJ280             | 21 de setembre de 2001 | Anderson Mesa        | LONEOS                   |
| 282169 | 2001 SV317             | 19 de setembre de 2001 | Socorro              | LINEAR                   |
| 282170 | 2001 SB323             | 25 de setembre de 2001 | Socorro              | LINEAR                   |
| 282171 | 2001 ST345             | 23 de setembre de 2001 | Haleakala            | NEAT                     |
| 282172 | 2001 SW353             | 26 de setembre de 2001 | Socorro              | LINEAR                   |
| 282173 | 2001 SX353             | 28 de setembre de 2001 | Socorro              | LINEAR                   |
| 282174 | 2001 TP7               | 11 d'octubre de 2001   | Desert Eagle         | W. K. Y. Yeung           |
| 282175 | 2001 TC13              | 13 d'octubre de 2001   | Socorro              | LINEAR                   |
| 282176 | 2001 TR21              | 11 d'octubre de 2001   | Socorro              | LINEAR                   |
| 282177 | 2001 TZ23              | 14 d'octubre de 2001   | Socorro              | LINEAR                   |
| 282178 | 2001 TJ25              | 14 d'octubre de 2001   | Socorro              | LINEAR                   |
| 282179 | 2001 TK46              | 15 d'octubre de 2001   | Socorro              | LINEAR                   |
| 282180 | 2001 TX48              | 15 d'octubre de 2001   | Socorro              | LINEAR                   |
| 282181 | 2001 TN76              | 13 d'octubre de 2001   | Socorro              | LINEAR                   |
| 282182 | 2001 TZ86              | 14 d'octubre de 2001   | Socorro              | LINEAR                   |
| 282183 | 2001 TJ88              | 14 d'octubre de 2001   | Socorro              | LINEAR                   |
| 282184 | 2001 TV111             | 14 d'octubre de 2001   | Socorro              | LINEAR                   |
| 282185 | 2001 TL175             | 14 d'octubre de 2001   | Socorro              | LINEAR                   |
| 282186 | 2001 TG180             | 14 d'octubre de 2001   | Socorro              | LINEAR                   |
| 282187 | 2001 TZ180             | 14 d'octubre de 2001   | Socorro              | LINEAR                   |
| 282188 | 2001 TS181             | 14 d'octubre de 2001   | Socorro              | LINEAR                   |
| 282189 | 2001 TE188             | 14 d'octubre de 2001   | Socorro              | LINEAR                   |
| 282190 | 2001 TG198             | 11 d'octubre de 2001   | Eskridge             | Eskridge                 |
| 282191 | 2001 TU213             | 13 d'octubre de 2001   | Palomar              | NEAT                     |
| 282192 | 2001 TB229             | 15 d'octubre de 2001   | Socorro              | LINEAR                   |
| 282193 | 2001 TR239             | 15 d'octubre de 2001   | Palomar              | NEAT                     |
| 282194 | 2001 TR243             | 14 d'octubre de 2001   | Apache Point         | Sloan Digital Sky Survey |
| 282195 | 2001 UD7               | 22 d'octubre de 2001   | Socorro              | LINEAR                   |
| 282196 | 2001 UV29              | 16 d'octubre de 2001   | Socorro              | LINEAR                   |
| 282197 | 2001 UE51              | 17 d'octubre de 2001   | Socorro              | LINEAR                   |
| 282198 | 2001 UM166             | 23 d'octubre de 2001   | Kitt Peak            | Spacewatch               |
| 282199 | 2001 UA184             | 16 d'octubre de 2001   | Socorro              | LINEAR                   |
| 282200 | 2001 UX188             | 17 d'octubre de 2001   | Palomar              | NEAT                     |

## 282201-282300
| Nom    | Designació provisional | Data de descobriment   | Lloc de descobriment | Descobridor/s              |
| ------ | ---------------------- | ---------------------- | -------------------- | -------------------------- |
| 282201 | 2001 UE218             | 25 d'octubre de 2001   | Kitt Peak            | Spacewatch                 |
| 282202 | 2001 VX20              | 9 de novembre de 2001  | Socorro              | LINEAR                     |
| 282203 | 2001 VG51              | 10 de novembre de 2001 | Socorro              | LINEAR                     |
| 282204 | 2001 VC53              | 10 de novembre de 2001 | Socorro              | LINEAR                     |
| 282205 | 2001 VG54              | 10 de novembre de 2001 | Socorro              | LINEAR                     |
| 282206 | 2001 VN61              | 10 de novembre de 2001 | Socorro              | LINEAR                     |
| 282207 | 2001 VS76              | 12 de novembre de 2001 | Socorro              | LINEAR                     |
| 282208 | 2001 VY95              | 15 de novembre de 2001 | Socorro              | LINEAR                     |
| 282209 | 2001 VJ109             | 12 de novembre de 2001 | Socorro              | LINEAR                     |
| 282210 | 2001 WS17              | 17 de novembre de 2001 | Socorro              | LINEAR                     |
| 282211 | 2001 WX59              | 19 de novembre de 2001 | Socorro              | LINEAR                     |
| 282212 | 2001 XG26              | 10 de desembre de 2001 | Socorro              | LINEAR                     |
| 282213 | 2001 XT73              | 11 de desembre de 2001 | Socorro              | LINEAR                     |
| 282214 | 2001 XG78              | 11 de desembre de 2001 | Socorro              | LINEAR                     |
| 282215 | 2001 XY78              | 11 de desembre de 2001 | Socorro              | LINEAR                     |
| 282216 | 2001 XU103             | 14 de desembre de 2001 | Socorro              | LINEAR                     |
| 282217 | 2001 XE112             | 11 de desembre de 2001 | Socorro              | LINEAR                     |
| 282218 | 2001 XS126             | 14 de desembre de 2001 | Socorro              | LINEAR                     |
| 282219 | 2001 XN130             | 14 de desembre de 2001 | Socorro              | LINEAR                     |
| 282220 | 2001 XT218             | 15 de desembre de 2001 | Socorro              | LINEAR                     |
| 282221 | 2001 XE262             | 12 de desembre de 2001 | Palomar              | NEAT                       |
| 282222 | 2001 YO1               | 18 de desembre de 2001 | Socorro              | LINEAR                     |
| 282223 | 2001 YK78              | 18 de desembre de 2001 | Socorro              | LINEAR                     |
| 282224 | 2001 YK155             | 20 de desembre de 2001 | Palomar              | NEAT                       |
| 282225 | 2001 YB162             | 19 de desembre de 2001 | Cima Ekar            | Asiago-DLR Asteroid Survey |
| 282226 | 2002 AU17              | 9 de gener de 2002     | Socorro              | LINEAR                     |
| 282227 | 2002 AS20              | 6 de gener de 2002     | Haleakala            | NEAT                       |
| 282228 | 2002 AG22              | 9 de gener de 2002     | Socorro              | LINEAR                     |
| 282229 | 2002 AZ65              | 12 de gener de 2002    | Socorro              | LINEAR                     |
| 282230 | 2002 AM143             | 13 de gener de 2002    | Socorro              | LINEAR                     |
| 282231 | 2002 BS24              | 23 de gener de 2002    | Socorro              | LINEAR                     |
| 282232 | 2002 CC34              | 6 de febrer de 2002    | Socorro              | LINEAR                     |
| 282233 | 2002 CA129             | 7 de febrer de 2002    | Socorro              | LINEAR                     |
| 282234 | 2002 CY188             | 10 de febrer de 2002   | Socorro              | LINEAR                     |
| 282235 | 2002 CF210             | 10 de febrer de 2002   | Socorro              | LINEAR                     |
| 282236 | 2002 CJ223             | 11 de febrer de 2002   | Socorro              | LINEAR                     |
| 282237 | 2002 CR279             | 7 de febrer de 2002    | Kitt Peak            | Spacewatch                 |
| 282238 | 2002 CN281             | 8 de febrer de 2002    | Kitt Peak            | Spacewatch                 |
| 282239 | 2002 CP304             | 15 de febrer de 2002   | Socorro              | LINEAR                     |
| 282240 | 2002 CW309             | 6 de febrer de 2002    | Palomar              | NEAT                       |
| 282241 | 2002 CE314             | 6 de febrer de 2002    | Palomar              | NEAT                       |
| 282242 | 2002 DM8               | 19 de febrer de 2002   | Socorro              | LINEAR                     |
| 282243 | 2002 ES79              | 11 de març de 2002     | Haleakala            | NEAT                       |
| 282244 | 2002 EZ160             | 12 de març de 2002     | Apache Point         | Sloan Digital Sky Survey   |
| 282245 | 2002 GJ6               | 13 d'abril de 2002     | Palomar              | NEAT                       |
| 282246 | 2002 GE11              | 12 d'abril de 2002     | Desert Eagle         | W. K. Y. Yeung             |
| 282247 | 2002 GO49              | 5 d'abril de 2002      | Palomar              | NEAT                       |
| 282248 | 2002 GD61              | 8 d'abril de 2002      | Palomar              | NEAT                       |
| 282249 | 2002 GA69              | 8 d'abril de 2002      | Palomar              | NEAT                       |
| 282250 | 2002 GW115             | 11 d'abril de 2002     | Socorro              | LINEAR                     |
| 282251 | 2002 GH160             | 15 d'abril de 2002     | Palomar              | NEAT                       |
| 282252 | 2002 GJ183             | 2 d'abril de 2002      | Kitt Peak            | Spacewatch                 |
| 282253 | 2002 GM183             | 8 d'abril de 2002      | Palomar              | NEAT                       |
| 282254 | 2002 HP12              | 21 d'abril de 2002     | Palomar              | NEAT                       |
| 282255 | 2002 JX49              | 9 de maig de 2002      | Socorro              | LINEAR                     |
| 282256 | 2002 JH67              | 10 de maig de 2002     | Socorro              | LINEAR                     |
| 282257 | 2002 JA75              | 9 de maig de 2002      | Socorro              | LINEAR                     |
| 282258 | 2002 JQ90              | 11 de maig de 2002     | Socorro              | LINEAR                     |
| 282259 | 2002 JZ98              | 13 de maig de 2002     | Palomar              | NEAT                       |
| 282260 | 2002 JT116             | 4 de maig de 2002      | Palomar              | NEAT                       |
| 282261 | 2002 JV116             | 4 de maig de 2002      | Palomar              | NEAT                       |
| 282262 | 2002 JK131             | 9 d'abril de 2002      | Socorro              | LINEAR                     |
| 282263 | 2002 JJ145             | 14 de maig de 2002     | Socorro              | LINEAR                     |
| 282264 | 2002 JT149             | 10 de maig de 2002     | Palomar              | NEAT                       |
| 282265 | 2002 KP14              | 30 de maig de 2002     | Palomar              | NEAT                       |
| 282266 | 2002 LS18              | 6 de juny de 2002      | Socorro              | LINEAR                     |
| 282267 | 2002 LY61              | 12 de juny de 2002     | Palomar              | NEAT                       |
| 282268 | 2002 NB4               | 1 de juliol de 2002    | Palomar              | NEAT                       |
| 282269 | 2002 NQ17              | 13 de juliol de 2002   | Haleakala            | NEAT                       |
| 282270 | 2002 NP25              | 9 de juliol de 2002    | Socorro              | LINEAR                     |
| 282271 | 2002 NL66              | 9 de juliol de 2002    | Palomar              | NEAT                       |
| 282272 | 2002 NT75              | 21 d'octubre de 2003   | Kitt Peak            | Spacewatch                 |
| 282273 | 2002 NU76              | 9 d'octubre de 2007    | Kitt Peak            | Spacewatch                 |
| 282274 | 2002 OB6               | 20 de juliol de 2002   | Palomar              | NEAT                       |
| 282275 | 2002 OM12              | 25 de juliol de 2002   | Palomar              | NEAT                       |
| 282276 | 2002 OQ14              | 18 de juliol de 2002   | Socorro              | LINEAR                     |
| 282277 | 2002 OR15              | 18 de juliol de 2002   | Socorro              | LINEAR                     |
| 282278 | 2002 OB16              | 18 de juliol de 2002   | Socorro              | LINEAR                     |
| 282279 | 2002 OH18              | 18 de juliol de 2002   | Socorro              | LINEAR                     |
| 282280 | 2002 OQ21              | 18 de juliol de 2002   | Palomar              | NEAT                       |
| 282281 | 2002 PF16              | 6 d'agost de 2002      | Palomar              | NEAT                       |
| 282282 | 2002 PK38              | 6 d'agost de 2002      | Palomar              | NEAT                       |
| 282283 | 2002 PJ41              | 4 d'agost de 2002      | Socorro              | LINEAR                     |
| 282284 | 2002 PW63              | 4 d'agost de 2002      | Palomar              | NEAT                       |
| 282285 | 2002 PS69              | 11 d'agost de 2002     | Socorro              | LINEAR                     |
| 282286 | 2002 PM83              | 10 d'agost de 2002     | Socorro              | LINEAR                     |
| 282287 | 2002 PX89              | 11 d'agost de 2002     | Socorro              | LINEAR                     |
| 282288 | 2002 PS109             | 13 d'agost de 2002     | Socorro              | LINEAR                     |
| 282289 | 2002 PV123             | 13 d'agost de 2002     | Anderson Mesa        | LONEOS                     |
| 282290 | 2002 PU128             | 14 d'agost de 2002     | Socorro              | LINEAR                     |
| 282291 | 2002 PF131             | 7 d'agost de 2002      | Palomar              | NEAT                       |
| 282292 | 2002 PK170             | 15 d'agost de 2002     | Palomar              | NEAT                       |
| 282293 | 2002 QP                | 16 d'agost de 2002     | Socorro              | LINEAR                     |
| 282294 | 2002 QN5               | 16 d'agost de 2002     | Palomar              | NEAT                       |
| 282295 | 2002 QB14              | 26 d'agost de 2002     | Palomar              | NEAT                       |
| 282296 | 2002 QF38              | 30 d'agost de 2002     | Kitt Peak            | Spacewatch                 |
| 282297 | 2002 QW79              | 28 d'agost de 2002     | Palomar              | NEAT                       |
| 282298 | 2002 QR82              | 16 d'agost de 2002     | Palomar              | NEAT                       |
| 282299 | 2002 QA119             | 18 d'agost de 2002     | Palomar              | NEAT                       |
| 282300 | 2002 QT127             | 29 d'agost de 2002     | Palomar              | NEAT                       |

## 282301-282400
| Nom    | Designació provisional | Data de descobriment   | Lloc de descobriment | Descobridor/s            |
| ------ | ---------------------- | ---------------------- | -------------------- | ------------------------ |
| 282301 | 2002 RT4               | 3 de setembre de 2002  | Palomar              | NEAT                     |
| 282302 | 2002 RA118             | 3 de setembre de 2002  | Palomar              | NEAT                     |
| 282303 | 2002 RN255             | 3 de setembre de 2002  | Palomar              | NEAT                     |
| 282304 | 2002 SL46              | 29 de setembre de 2002 | Haleakala            | NEAT                     |
| 282305 | 2002 SQ51              | 17 de setembre de 2002 | Palomar              | NEAT                     |
| 282306 | 2002 TC6               | 1 d'octubre de 2002    | Socorro              | LINEAR                   |
| 282307 | 2002 TX12              | 1 d'octubre de 2002    | Anderson Mesa        | LONEOS                   |
| 282308 | 2002 TH26              | 2 d'octubre de 2002    | Socorro              | LINEAR                   |
| 282309 | 2002 TY71              | 3 d'octubre de 2002    | Palomar              | NEAT                     |
| 282310 | 2002 TA82              | 1 d'octubre de 2002    | Haleakala            | NEAT                     |
| 282311 | 2002 TW90              | 3 d'octubre de 2002    | Palomar              | NEAT                     |
| 282312 | 2002 TP95              | 3 d'octubre de 2002    | Palomar              | NEAT                     |
| 282313 | 2002 TO112             | 3 d'octubre de 2002    | Palomar              | NEAT                     |
| 282314 | 2002 TQ116             | 3 d'octubre de 2002    | Palomar              | NEAT                     |
| 282315 | 2002 TD132             | 4 d'octubre de 2002    | Socorro              | LINEAR                   |
| 282316 | 2002 TG136             | 4 d'octubre de 2002    | Anderson Mesa        | LONEOS                   |
| 282317 | 2002 TT138             | 4 d'octubre de 2002    | Anderson Mesa        | LONEOS                   |
| 282318 | 2002 TS146             | 4 d'octubre de 2002    | Socorro              | LINEAR                   |
| 282319 | 2002 TS159             | 5 d'octubre de 2002    | Palomar              | NEAT                     |
| 282320 | 2002 TW171             | 4 d'octubre de 2002    | Palomar              | NEAT                     |
| 282321 | 2002 TB192             | 5 d'octubre de 2002    | Anderson Mesa        | LONEOS                   |
| 282322 | 2002 TG193             | 3 d'octubre de 2002    | Socorro              | LINEAR                   |
| 282323 | 2002 TN218             | 5 d'octubre de 2002    | Socorro              | LINEAR                   |
| 282324 | 2002 TB231             | 8 d'octubre de 2002    | Palomar              | NEAT                     |
| 282325 | 2002 TM232             | 6 d'octubre de 2002    | Socorro              | LINEAR                   |
| 282326 | 2002 TW313             | 4 d'octubre de 2002    | Apache Point         | Sloan Digital Sky Survey |
| 282327 | 2002 TB314             | 4 d'octubre de 2002    | Apache Point         | Sloan Digital Sky Survey |
| 282328 | 2002 TD315             | 4 d'octubre de 2002    | Apache Point         | Sloan Digital Sky Survey |
| 282329 | 2002 TP315             | 4 d'octubre de 2002    | Apache Point         | Sloan Digital Sky Survey |
| 282330 | 2002 TG384             | 15 d'octubre de 2002   | Palomar              | NEAT                     |
| 282331 | 2002 UK35              | 31 d'octubre de 2002   | Palomar              | NEAT                     |
| 282332 | 2002 UO42              | 30 d'octubre de 2002   | Kitt Peak            | Spacewatch               |
| 282333 | 2002 UX51              | 29 d'octubre de 2002   | Apache Point         | Sloan Digital Sky Survey |
| 282334 | 2002 UN59              | 29 d'octubre de 2002   | Apache Point         | Sloan Digital Sky Survey |
| 282335 | 2002 UV70              | 30 d'octubre de 2002   | Haleakala            | NEAT                     |
| 282336 | 2002 VT                | 1 de novembre de 2002  | Palomar              | NEAT                     |
| 282337 | 2002 VC3               | 1 de novembre de 2002  | Palomar              | NEAT                     |
| 282338 | 2002 VQ11              | 1 de novembre de 2002  | Palomar              | NEAT                     |
| 282339 | 2002 VW93              | 12 de novembre de 2002 | Socorro              | LINEAR                   |
| 282340 | 2002 XM21              | 2 de desembre de 2002  | Socorro              | LINEAR                   |
| 282341 | 2002 XZ30              | 6 de desembre de 2002  | Socorro              | LINEAR                   |
| 282342 | 2002 XA33              | 6 de desembre de 2002  | Socorro              | LINEAR                   |
| 282343 | 2002 XB47              | 8 de desembre de 2002  | Haleakala            | NEAT                     |
| 282344 | 2002 XN117             | 7 de desembre de 2002  | Palomar              | NEAT                     |
| 282345 | 2002 YE5               | 28 de desembre de 2002 | Socorro              | LINEAR                   |
| 282346 | 2002 YY32              | 28 de desembre de 2002 | Kitt Peak            | Spacewatch               |
| 282347 | 2003 AZ22              | 7 de gener de 2003     | Socorro              | LINEAR                   |
| 282348 | 2003 AF41              | 7 de gener de 2003     | Socorro              | LINEAR                   |
| 282349 | 2003 BA56              | 28 de gener de 2003    | Kitt Peak            | Spacewatch               |
| 282350 | 2003 BW72              | 28 de gener de 2003    | Haleakala            | NEAT                     |
| 282351 | 2003 DQ2               | 22 de febrer de 2003   | Palomar              | NEAT                     |
| 282352 | 2003 FN75              | 27 de març de 2003     | Palomar              | NEAT                     |
| 282353 | 2003 FS91              | 29 de març de 2003     | Anderson Mesa        | LONEOS                   |
| 282354 | 2003 FZ107             | 31 de març de 2003     | Anderson Mesa        | LONEOS                   |
| 282355 | 2003 FC124             | 30 de març de 2003     | Kitt Peak            | M. W. Buie               |
| 282356 | 2003 GE1               | 1 d'abril de 2003      | Socorro              | LINEAR                   |
| 282357 | 2003 HL1               | 22 d'abril de 2003     | Siding Spring        | R. H. McNaught           |
| 282358 | 2003 HK5               | 24 d'abril de 2003     | Kitt Peak            | Spacewatch               |
| 282359 | 2003 HG16              | 25 d'abril de 2003     | Campo Imperatore     | CINEOS                   |
| 282360 | 2003 HR22              | 25 d'abril de 2003     | Socorro              | LINEAR                   |
| 282361 | 2003 KD19              | 29 de maig de 2003     | Kitt Peak            | Spacewatch               |
| 282362 | 2003 LS2               | 3 de juny de 2003      | Anderson Mesa        | LONEOS                   |
| 282363 | 2003 MD2               | 22 de juny de 2003     | Anderson Mesa        | LONEOS                   |
| 282364 | 2003 NR2               | 2 de juliol de 2003    | Socorro              | LINEAR                   |
| 282365 | 2003 NU11              | 3 de juliol de 2003    | Kitt Peak            | Spacewatch               |
| 282366 | 2003 OO10              | 27 de juliol de 2003   | Reedy Creek          | J. Broughton             |
| 282367 | 2003 OD11              | 21 de juliol de 2003   | Palomar              | NEAT                     |
| 282368 | 2003 OA13              | 25 de juliol de 2003   | Socorro              | LINEAR                   |
| 282369 | 2003 OB19              | 30 de juliol de 2003   | Palomar              | NEAT                     |
| 282370 | 2003 PR9               | 1 d'agost de 2003      | Socorro              | LINEAR                   |
| 282371 | 2003 PB13              | 4 d'agost de 2003      | Haleakala            | NEAT                     |
| 282372 | 2003 QN15              | 20 d'agost de 2003     | Palomar              | NEAT                     |
| 282373 | 2003 QK16              | 20 d'agost de 2003     | Campo Imperatore     | CINEOS                   |
| 282374 | 2003 QW21              | 20 d'agost de 2003     | Palomar              | NEAT                     |
| 282375 | 2003 QT33              | 22 d'agost de 2003     | Palomar              | NEAT                     |
| 282376 | 2003 QH40              | 22 d'agost de 2003     | Socorro              | LINEAR                   |
| 282377 | 2003 QN60              | 23 d'agost de 2003     | Socorro              | LINEAR                   |
| 282378 | 2003 QQ63              | 23 d'agost de 2003     | Socorro              | LINEAR                   |
| 282379 | 2003 QU71              | 25 d'agost de 2003     | Palomar              | NEAT                     |
| 282380 | 2003 QL86              | 25 d'agost de 2003     | Palomar              | NEAT                     |
| 282381 | 2003 QS109             | 26 d'agost de 2003     | Haleakala            | NEAT                     |
| 282382 | 2003 RU22              | 1 de setembre de 2003  | Socorro              | LINEAR                   |
| 282383 | 2003 RU25              | 15 de setembre de 2003 | Palomar              | NEAT                     |
| 282384 | 2003 SB11              | 17 de setembre de 2003 | Kitt Peak            | Spacewatch               |
| 282385 | 2003 SU26              | 18 de setembre de 2003 | Palomar              | NEAT                     |
| 282386 | 2003 SN35              | 18 de setembre de 2003 | Palomar              | NEAT                     |
| 282387 | 2003 SC38              | 16 de setembre de 2003 | Palomar              | NEAT                     |
| 282388 | 2003 SM81              | 19 de setembre de 2003 | Haleakala            | NEAT                     |
| 282389 | 2003 SA98              | 19 de setembre de 2003 | Palomar              | NEAT                     |
| 282390 | 2003 SQ118             | 16 de setembre de 2003 | Kitt Peak            | Spacewatch               |
| 282391 | 2003 SK131             | 19 de setembre de 2003 | Kitt Peak            | Spacewatch               |
| 282392 | 2003 SX145             | 18 de setembre de 2003 | Haleakala            | NEAT                     |
| 282393 | 2003 SR194             | 20 de setembre de 2003 | Palomar              | NEAT                     |
| 282394 | 2003 ST196             | 20 de setembre de 2003 | Palomar              | NEAT                     |
| 282395 | 2003 SY214             | 27 de setembre de 2003 | Socorro              | LINEAR                   |
| 282396 | 2003 SA222             | 27 de setembre de 2003 | Socorro              | LINEAR                   |
| 282397 | 2003 SU257             | 28 de setembre de 2003 | Socorro              | LINEAR                   |
| 282398 | 2003 SM273             | 27 de setembre de 2003 | Socorro              | LINEAR                   |
| 282399 | 2003 SV294             | 28 de setembre de 2003 | Socorro              | LINEAR                   |
| 282400 | 2003 SQ303             | 17 de setembre de 2003 | Palomar              | NEAT                     |

## 282401-282500
| Nom    | Designació provisional | Data de descobriment   | Lloc de descobriment | Descobridor/s               |
| ------ | ---------------------- | ---------------------- | -------------------- | --------------------------- |
| 282401 | 2003 SF305             | 17 de setembre de 2003 | Palomar              | NEAT                        |
| 282402 | 2003 SA313             | 17 de setembre de 2003 | Palomar              | NEAT                        |
| 282403 | 2003 SV320             | 18 de setembre de 2003 | Kitt Peak            | Spacewatch                  |
| 282404 | 2003 SH336             | 26 de setembre de 2003 | Apache Point         | Sloan Digital Sky Survey    |
| 282405 | 2003 TW13              | 5 d'octubre de 2003    | Socorro              | LINEAR                      |
| 282406 | 2003 TR21              | 1 d'octubre de 2003    | Anderson Mesa        | LONEOS                      |
| 282407 | 2003 TC56              | 5 d'octubre de 2003    | Kitt Peak            | Spacewatch                  |
| 282408 | 2003 UW8               | 18 d'octubre de 2003   | Kvistaberg           | Uppsala-DLR Asteroid Survey |
| 282409 | 2003 UL11              | 20 d'octubre de 2003   | Socorro              | LINEAR                      |
| 282410 | 2003 UX14              | 16 d'octubre de 2003   | Kitt Peak            | Spacewatch                  |
| 282411 | 2003 UJ17              | 17 d'octubre de 2003   | Kitt Peak            | Spacewatch                  |
| 282412 | 2003 UF62              | 16 d'octubre de 2003   | Anderson Mesa        | LONEOS                      |
| 282413 | 2003 UQ144             | 18 d'octubre de 2003   | Anderson Mesa        | LONEOS                      |
| 282414 | 2003 UQ179             | 21 d'octubre de 2003   | Socorro              | LINEAR                      |
| 282415 | 2003 UK200             | 21 d'octubre de 2003   | Socorro              | LINEAR                      |
| 282416 | 2003 UX202             | 21 d'octubre de 2003   | Palomar              | NEAT                        |
| 282417 | 2003 UA205             | 22 d'octubre de 2003   | Socorro              | LINEAR                      |
| 282418 | 2003 UF213             | 23 d'octubre de 2003   | Haleakala            | NEAT                        |
| 282419 | 2003 UX223             | 22 d'octubre de 2003   | Socorro              | LINEAR                      |
| 282420 | 2003 UB251             | 25 d'octubre de 2003   | Socorro              | LINEAR                      |
| 282421 | 2003 UQ274             | 30 d'octubre de 2003   | Socorro              | LINEAR                      |
| 282422 | 2003 UF322             | 16 d'octubre de 2003   | Kitt Peak            | Spacewatch                  |
| 282423 | 2003 UZ323             | 17 d'octubre de 2003   | Apache Point         | Sloan Digital Sky Survey    |
| 282424 | 2003 UM362             | 20 d'octubre de 2003   | Kitt Peak            | Spacewatch                  |
| 282425 | 2003 UQ374             | 22 d'octubre de 2003   | Apache Point         | Sloan Digital Sky Survey    |
| 282426 | 2003 UO381             | 22 d'octubre de 2003   | Apache Point         | Sloan Digital Sky Survey    |
| 282427 | 2003 WG54              | 20 de novembre de 2003 | Socorro              | LINEAR                      |
| 282428 | 2003 WU66              | 19 de novembre de 2003 | Kitt Peak            | Spacewatch                  |
| 282429 | 2003 WW78              | 20 de novembre de 2003 | Socorro              | LINEAR                      |
| 282430 | 2003 WS86              | 21 de novembre de 2003 | Socorro              | LINEAR                      |
| 282431 | 2003 WU86              | 21 de novembre de 2003 | Socorro              | LINEAR                      |
| 282432 | 2003 WK89              | 16 de novembre de 2003 | Catalina             | CSS                         |
| 282433 | 2003 WO137             | 21 de novembre de 2003 | Socorro              | LINEAR                      |
| 282434 | 2003 WX139             | 21 de novembre de 2003 | Socorro              | LINEAR                      |
| 282435 | 2003 WY161             | 30 de novembre de 2003 | Socorro              | LINEAR                      |
| 282436 | 2003 WR189             | 21 de novembre de 2003 | Catalina             | CSS                         |
| 282437 | 2003 XE6               | 3 de desembre de 2003  | Socorro              | LINEAR                      |
| 282438 | 2003 XV21              | 15 de desembre de 2003 | Palomar              | NEAT                        |
| 282439 | 2003 XE22              | 14 de desembre de 2003 | Socorro              | LINEAR                      |
| 282440 | 2003 YL35              | 19 de desembre de 2003 | Socorro              | LINEAR                      |
| 282441 | 2003 YY42              | 19 de desembre de 2003 | Kitt Peak            | Spacewatch                  |
| 282442 | 2003 YX55              | 19 de desembre de 2003 | Socorro              | LINEAR                      |
| 282443 | 2003 YT90              | 20 de desembre de 2003 | Socorro              | LINEAR                      |
| 282444 | 2003 YJ102             | 19 de desembre de 2003 | Socorro              | LINEAR                      |
| 282445 | 2003 YP102             | 19 de desembre de 2003 | Socorro              | LINEAR                      |
| 282446 | 2003 YK152             | 29 de desembre de 2003 | Socorro              | LINEAR                      |
| 282447 | 2004 BC35              | 19 de gener de 2004    | Kitt Peak            | Spacewatch                  |
| 282448 | 2004 BL81              | 26 de gener de 2004    | Anderson Mesa        | LONEOS                      |
| 282449 | 2004 BS100             | 28 de gener de 2004    | Kitt Peak            | Spacewatch                  |
| 282450 | 2004 BE109             | 28 de gener de 2004    | Kitt Peak            | Spacewatch                  |
| 282451 | 2004 BH151             | 18 de gener de 2004    | Palomar              | NEAT                        |
| 282452 | 2004 CT18              | 10 de febrer de 2004   | Palomar              | NEAT                        |
| 282453 | 2004 CH32              | 12 de febrer de 2004   | Kitt Peak            | Spacewatch                  |
| 282454 | 2004 CP47              | 14 de febrer de 2004   | Kitt Peak            | Spacewatch                  |
| 282455 | 2004 CY48              | 15 de febrer de 2004   | Haleakala            | NEAT                        |
| 282456 | 2004 CB68              | 10 de febrer de 2004   | Palomar              | NEAT                        |
| 282457 | 2004 CY88              | 11 de febrer de 2004   | Kitt Peak            | Spacewatch                  |
| 282458 | 2004 CC99              | 15 de febrer de 2004   | Socorro              | LINEAR                      |
| 282459 | 2004 CF113             | 13 de febrer de 2004   | Anderson Mesa        | LONEOS                      |
| 282460 | 2004 DN11              | 16 de febrer de 2004   | Kitt Peak            | Spacewatch                  |
| 282461 | 2004 DO33              | 18 de febrer de 2004   | Socorro              | LINEAR                      |
| 282462 | 2004 DO35              | 19 de febrer de 2004   | Socorro              | LINEAR                      |
| 282463 | 2004 EJ59              | 15 de març de 2004     | Palomar              | NEAT                        |
| 282464 | 2004 FY                | 16 de març de 2004     | Goodricke-Pigott     | Goodricke-Pigott            |
| 282465 | 2004 FF13              | 16 de març de 2004     | Catalina             | CSS                         |
| 282466 | 2004 FK30              | 20 de març de 2004     | Siding Spring        | Siding Spring Survey        |
| 282467 | 2004 FS56              | 16 de març de 2004     | Kitt Peak            | Spacewatch                  |
| 282468 | 2004 FF61              | 19 de març de 2004     | Socorro              | LINEAR                      |
| 282469 | 2004 FE141             | 27 de març de 2004     | Socorro              | LINEAR                      |
| 282470 | 2004 FY143             | 28 de març de 2004     | Socorro              | LINEAR                      |
| 282471 | 2004 GZ4               | 11 d'abril de 2004     | Palomar              | NEAT                        |
| 282472 | 2004 GF21              | 11 d'abril de 2004     | Palomar              | NEAT                        |
| 282473 | 2004 GZ23              | 13 d'abril de 2004     | Catalina             | CSS                         |
| 282474 | 2004 GZ28              | 9 d'abril de 2004      | Siding Spring        | Siding Spring Survey        |
| 282475 | 2004 GE38              | 14 d'abril de 2004     | Haleakala            | NEAT                        |
| 282476 | 2004 GN50              | 12 d'abril de 2004     | Kitt Peak            | Spacewatch                  |
| 282477 | 2004 HU56              | 27 d'abril de 2004     | Socorro              | LINEAR                      |
| 282478 | 2004 JP11              | 13 de maig de 2004     | Socorro              | LINEAR                      |
| 282479 | 2004 KL10              | 21 de maig de 2004     | Socorro              | LINEAR                      |
| 282480 | 2004 KW10              | 19 de maig de 2004     | Kitt Peak            | Spacewatch                  |
| 282481 | 2004 KO12              | 22 de maig de 2004     | Catalina             | CSS                         |
| 282482 | 2004 LP16              | 12 de juny de 2004     | Siding Spring        | Siding Spring Survey        |
| 282483 | 2004 MG6               | 19 de juny de 2004     | Catalina             | CSS                         |
| 282484 | 2004 NL5               | 10 de juliol de 2004   | Catalina             | CSS                         |
| 282485 | 2004 NQ13              | 11 de juliol de 2004   | Socorro              | LINEAR                      |
| 282486 | 2004 NL18              | 14 de juliol de 2004   | Socorro              | LINEAR                      |
| 282487 | 2004 NW19              | 14 de juliol de 2004   | Socorro              | LINEAR                      |
| 282488 | 2004 NW32              | 11 de juliol de 2004   | Socorro              | LINEAR                      |
| 282489 | 2004 OL1               | 16 de juliol de 2004   | Socorro              | LINEAR                      |
| 282490 | 2004 PY5               | 6 d'agost de 2004      | Palomar              | NEAT                        |
| 282491 | 2004 PC9               | 6 d'agost de 2004      | Palomar              | NEAT                        |
| 282492 | 2004 PE11              | 7 d'agost de 2004      | Palomar              | NEAT                        |
| 282493 | 2004 PB15              | 7 d'agost de 2004      | Palomar              | NEAT                        |
| 282494 | 2004 PZ26              | 8 d'agost de 2004      | Siding Spring        | Siding Spring Survey        |
| 282495 | 2004 PK34              | 8 d'agost de 2004      | Anderson Mesa        | LONEOS                      |
| 282496 | 2004 PW40              | 9 d'agost de 2004      | Socorro              | LINEAR                      |
| 282497 | 2004 PC43              | 5 d'agost de 2004      | Palomar              | NEAT                        |
| 282498 | 2004 PA54              | 8 d'agost de 2004      | Anderson Mesa        | LONEOS                      |
| 282499 | 2004 PE55              | 8 d'agost de 2004      | Palomar              | NEAT                        |
| 282500 | 2004 PL62              | 10 d'agost de 2004     | Campo Imperatore     | CINEOS                      |

## 282501-282600
| Nom    | Designació provisional | Data de descobriment   | Lloc de descobriment | Descobridor/s        |
| ------ | ---------------------- | ---------------------- | -------------------- | -------------------- |
| 282501 | 2004 PJ64              | 10 d'agost de 2004     | Socorro              | LINEAR               |
| 282502 | 2004 PK83              | 10 d'agost de 2004     | Socorro              | LINEAR               |
| 282503 | 2004 PM94              | 10 d'agost de 2004     | Socorro              | LINEAR               |
| 282504 | 2004 PA101             | 11 d'agost de 2004     | Socorro              | LINEAR               |
| 282505 | 2004 PA102             | 11 d'agost de 2004     | Socorro              | LINEAR               |
| 282506 | 2004 PD102             | 11 d'agost de 2004     | Siding Spring        | Siding Spring Survey |
| 282507 | 2004 PW102             | 12 d'agost de 2004     | Socorro              | LINEAR               |
| 282508 | 2004 PZ112             | 15 d'agost de 2004     | Palomar              | NEAT                 |
| 282509 | 2004 PL114             | 9 d'agost de 2004      | Socorro              | LINEAR               |
| 282510 | 2004 QJ10              | 21 d'agost de 2004     | Siding Spring        | Siding Spring Survey |
| 282511 | 2004 QL20              | 25 d'agost de 2004     | Socorro              | LINEAR               |
| 282512 | 2004 QU27              | 20 d'agost de 2004     | Kitt Peak            | Spacewatch           |
| 282513 | 2004 RR7               | 6 de setembre de 2004  | Palomar              | NEAT                 |
| 282514 | 2004 RN45              | 8 de setembre de 2004  | Socorro              | LINEAR               |
| 282515 | 2004 RY46              | 8 de setembre de 2004  | Socorro              | LINEAR               |
| 282516 | 2004 RH48              | 8 de setembre de 2004  | Socorro              | LINEAR               |
| 282517 | 2004 RT54              | 8 de setembre de 2004  | Socorro              | LINEAR               |
| 282518 | 2004 RX66              | 8 de setembre de 2004  | Socorro              | LINEAR               |
| 282519 | 2004 RA75              | 8 de setembre de 2004  | Socorro              | LINEAR               |
| 282520 | 2004 RW79              | 7 de setembre de 2004  | Socorro              | LINEAR               |
| 282521 | 2004 RV85              | 6 de setembre de 2004  | Siding Spring        | Siding Spring Survey |
| 282522 | 2004 RP97              | 8 de setembre de 2004  | Socorro              | LINEAR               |
| 282523 | 2004 RX103             | 8 de setembre de 2004  | Palomar              | NEAT                 |
| 282524 | 2004 RJ155             | 10 de setembre de 2004 | Socorro              | LINEAR               |
| 282525 | 2004 RS169             | 8 de setembre de 2004  | Socorro              | LINEAR               |
| 282526 | 2004 RF180             | 10 de setembre de 2004 | Socorro              | LINEAR               |
| 282527 | 2004 RK180             | 10 de setembre de 2004 | Socorro              | LINEAR               |
| 282528 | 2004 RK194             | 10 de setembre de 2004 | Socorro              | LINEAR               |
| 282529 | 2004 RG195             | 10 de setembre de 2004 | Socorro              | LINEAR               |
| 282530 | 2004 RV203             | 12 de setembre de 2004 | Palomar              | NEAT                 |
| 282531 | 2004 RR215             | 11 de setembre de 2004 | Socorro              | LINEAR               |
| 282532 | 2004 RM224             | 8 de setembre de 2004  | Palomar              | NEAT                 |
| 282533 | 2004 RU234             | 10 de setembre de 2004 | Kitt Peak            | Spacewatch           |
| 282534 | 2004 RD248             | 12 de setembre de 2004 | Socorro              | LINEAR               |
| 282535 | 2004 RF257             | 9 de setembre de 2004  | Socorro              | LINEAR               |
| 282536 | 2004 RZ260             | 10 de setembre de 2004 | Kitt Peak            | Spacewatch           |
| 282537 | 2004 RF277             | 13 de setembre de 2004 | Kitt Peak            | Spacewatch           |
| 282538 | 2004 RX289             | 9 de setembre de 2004  | Socorro              | LINEAR               |
| 282539 | 2004 RC316             | 8 de setembre de 2004  | Bergisch Gladbac     | W. Bickel            |
| 282540 | 2004 RE325             | 13 de setembre de 2004 | Socorro              | LINEAR               |
| 282541 | 2004 ST13              | 17 de setembre de 2004 | Socorro              | LINEAR               |
| 282542 | 2004 SB59              | 17 de setembre de 2004 | Socorro              | LINEAR               |
| 282543 | 2004 ST60              | 21 de setembre de 2004 | Anderson Mesa        | LONEOS               |
| 282544 | 2004 TB54              | 4 d'octubre de 2004    | Kitt Peak            | Spacewatch           |
| 282545 | 2004 TL68              | 5 d'octubre de 2004    | Anderson Mesa        | LONEOS               |
| 282546 | 2004 TG121             | 7 d'octubre de 2004    | Anderson Mesa        | LONEOS               |
| 282547 | 2004 TE131             | 7 d'octubre de 2004    | Anderson Mesa        | LONEOS               |
| 282548 | 2004 TV160             | 6 d'octubre de 2004    | Kitt Peak            | Spacewatch           |
| 282549 | 2004 TN199             | 7 d'octubre de 2004    | Kitt Peak            | Spacewatch           |
| 282550 | 2004 TX199             | 7 d'octubre de 2004    | Kitt Peak            | Spacewatch           |
| 282551 | 2004 TG215             | 10 d'octubre de 2004   | Kitt Peak            | Spacewatch           |
| 282552 | 2004 TV328             | 4 d'octubre de 2004    | Palomar              | NEAT                 |
| 282553 | 2004 TF346             | 15 d'octubre de 2004   | Kitt Peak            | Spacewatch           |
| 282554 | 2004 TH356             | 13 d'octubre de 2004   | Anderson Mesa        | LONEOS               |
| 282555 | 2004 TU356             | 14 d'octubre de 2004   | Anderson Mesa        | LONEOS               |
| 282556 | 2004 UN9               | 16 d'octubre de 2004   | Socorro              | LINEAR               |
| 282557 | 2004 VM11              | 3 de novembre de 2004  | Palomar              | NEAT                 |
| 282558 | 2004 VK28              | 7 de novembre de 2004  | Socorro              | LINEAR               |
| 282559 | 2004 WS6               | 19 de novembre de 2004 | Socorro              | LINEAR               |
| 282560 | 2004 XW35              | 9 de desembre de 2004  | Vail-Jarnac          | Jarnac               |
| 282561 | 2004 XO61              | 2 de desembre de 2004  | Socorro              | LINEAR               |
| 282562 | 2004 XO66              | 3 de desembre de 2004  | Kitt Peak            | Spacewatch           |
| 282563 | 2004 XR68              | 7 de desembre de 2004  | Socorro              | LINEAR               |
| 282564 | 2004 XE80              | 10 de desembre de 2004 | Anderson Mesa        | LONEOS               |
| 282565 | 2004 XZ80              | 10 de desembre de 2004 | Socorro              | LINEAR               |
| 282566 | 2004 XY90              | 11 de desembre de 2004 | Kitt Peak            | Spacewatch           |
| 282567 | 2004 XH95              | 11 de desembre de 2004 | Kitt Peak            | Spacewatch           |
| 282568 | 2004 YJ14              | 18 de desembre de 2004 | Mount Lemmon         | Mt. Lemmon Survey    |
| 282569 | 2004 YF24              | 16 de desembre de 2004 | Kitt Peak            | Spacewatch           |
| 282570 | 2005 AT28              | 15 de gener de 2005    | Socorro              | LINEAR               |
| 282571 | 2005 AX34              | 13 de gener de 2005    | Socorro              | LINEAR               |
| 282572 | 2005 AH38              | 13 de gener de 2005    | Catalina             | CSS                  |
| 282573 | 2005 AE40              | 15 de gener de 2005    | Socorro              | LINEAR               |
| 282574 | 2005 AB41              | 15 de gener de 2005    | Socorro              | LINEAR               |
| 282575 | 2005 AM55              | 15 de gener de 2005    | Socorro              | LINEAR               |
| 282576 | 2005 AP55              | 15 de gener de 2005    | Socorro              | LINEAR               |
| 282577 | 2005 CU                | 1 de febrer de 2005    | Catalina             | CSS                  |
| 282578 | 2005 CG4               | 1 de febrer de 2005    | Kitt Peak            | Spacewatch           |
| 282579 | 2005 CU13              | 2 de febrer de 2005    | Kitt Peak            | Spacewatch           |
| 282580 | 2005 CQ15              | 2 de febrer de 2005    | Catalina             | CSS                  |
| 282581 | 2005 CS61              | 9 de febrer de 2005    | Socorro              | LINEAR               |
| 282582 | 2005 EG102             | 3 de març de 2005      | Catalina             | CSS                  |
| 282583 | 2005 EW138             | 9 de març de 2005      | Mount Lemmon         | Mt. Lemmon Survey    |
| 282584 | 2005 EV145             | 10 de març de 2005     | Mount Lemmon         | Mt. Lemmon Survey    |
| 282585 | 2005 ED146             | 10 de març de 2005     | Mount Lemmon         | Mt. Lemmon Survey    |
| 282586 | 2005 EX171             | 7 de març de 2005      | Socorro              | LINEAR               |
| 282587 | 2005 EW173             | 8 de març de 2005      | Kitt Peak            | Spacewatch           |
| 282588 | 2005 EX174             | 8 de març de 2005      | Socorro              | LINEAR               |
| 282589 | 2005 EP203             | 11 de març de 2005     | Kitt Peak            | Spacewatch           |
| 282590 | 2005 EU217             | 9 de març de 2005      | Mount Lemmon         | Mt. Lemmon Survey    |
| 282591 | 2005 EC236             | 10 de març de 2005     | Mount Lemmon         | Mt. Lemmon Survey    |
| 282592 | 2005 EL252             | 10 de març de 2005     | Mount Lemmon         | Mt. Lemmon Survey    |
| 282593 | 2005 EQ264             | 13 de març de 2005     | Kitt Peak            | Spacewatch           |
| 282594 | 2005 EF275             | 8 de març de 2005      | Anderson Mesa        | LONEOS               |
| 282595 | 2005 FU1               | 16 de març de 2005     | Mount Lemmon         | Mt. Lemmon Survey    |
| 282596 | 2005 FG6               | 31 de març de 2005     | Anderson Mesa        | LONEOS               |
| 282597 | 2005 GK31              | 4 d'abril de 2005      | Catalina             | CSS                  |
| 282598 | 2005 GF50              | 5 d'abril de 2005      | Mount Lemmon         | Mt. Lemmon Survey    |
| 282599 | 2005 GX55              | 6 d'abril de 2005      | Mount Lemmon         | Mt. Lemmon Survey    |
| 282600 | 2005 GR82              | 4 d'abril de 2005      | Mount Lemmon         | Mt. Lemmon Survey    |

## 282601-282700
| Nom           | Designació provisional | Data de descobriment   | Lloc de descobriment | Descobridor/s     |
| ------------- | ---------------------- | ---------------------- | -------------------- | ----------------- |
| 282601        | 2005 GA94              | 6 d'abril de 2005      | Catalina             | CSS               |
| 282602        | 2005 GY114             | 10 d'abril de 2005     | Mount Lemmon         | Mt. Lemmon Survey |
| 282603        | 2005 GP130             | 8 d'abril de 2005      | Socorro              | LINEAR            |
| 282604        | 2005 GQ151             | 12 d'abril de 2005     | Mount Lemmon         | Mt. Lemmon Survey |
| 282605        | 2005 GA153             | 13 d'abril de 2005     | Anderson Mesa        | LONEOS            |
| 282606        | 2005 GW154             | 10 d'abril de 2005     | Mount Lemmon         | Mt. Lemmon Survey |
| 282607        | 2005 GR163             | 10 d'abril de 2005     | Mount Lemmon         | Mt. Lemmon Survey |
| 282608        | 2005 GN177             | 15 d'abril de 2005     | Kitt Peak            | Spacewatch        |
| 282609        | 2005 JN2               | 3 de maig de 2005      | Kitt Peak            | Spacewatch        |
| 282610        | 2005 JV20              | 4 de maig de 2005      | Catalina             | CSS               |
| 282611        | 2005 JH24              | 3 de maig de 2005      | Kitt Peak            | Spacewatch        |
| 282612        | 2005 JQ31              | 4 de maig de 2005      | Palomar              | NEAT              |
| 282613        | 2005 JA33              | 4 de maig de 2005      | Catalina             | CSS               |
| 282614        | 2005 JZ37              | 6 de maig de 2005      | Mount Lemmon         | Mt. Lemmon Survey |
| 282615        | 2005 JH44              | 7 de maig de 2005      | Mount Lemmon         | Mt. Lemmon Survey |
| 282616        | 2005 JZ51              | 4 de maig de 2005      | Kitt Peak            | Spacewatch        |
| 282617        | 2005 JK99              | 9 de maig de 2005      | Kitt Peak            | Spacewatch        |
| 282618        | 2005 JZ99              | 9 de maig de 2005      | Kitt Peak            | Spacewatch        |
| 282619        | 2005 JM100             | 9 de maig de 2005      | Kitt Peak            | Spacewatch        |
| 282620        | 2005 JK135             | 14 de maig de 2005     | Mount Lemmon         | Mt. Lemmon Survey |
| 282621        | 2005 JG157             | 4 de maig de 2005      | Kitt Peak            | Spacewatch        |
| 282622        | 2005 KH7               | 19 de maig de 2005     | Palomar              | NEAT              |
| 282623        | 2005 LR19              | 8 de juny de 2005      | Kitt Peak            | Spacewatch        |
| 282624        | 2005 LN20              | 4 de juny de 2005      | Kitt Peak            | Spacewatch        |
| 282625        | 2005 LL28              | 9 de juny de 2005      | Kitt Peak            | Spacewatch        |
| 282626        | 2005 MQ4               | 17 de juny de 2005     | Kitt Peak            | Spacewatch        |
| 282627        | 2005 PO24              | 10 d'agost de 2005     | Cerro Tololo         | M. W. Buie        |
| 282628        | 2005 QC104             | 27 d'agost de 2005     | Palomar              | NEAT              |
| 282629        | 2005 QY182             | 27 d'agost de 2005     | Palomar              | NEAT              |
| 282630        | 2005 RL50              | 3 de setembre de 2005  | Mauna Kea            | P. A. Wiegert     |
| 282631        | 2005 SV1               | 23 de setembre de 2005 | Ondrejov             | P. Kusnirak       |
| 282632        | 2005 SE34              | 23 de setembre de 2005 | Kitt Peak            | Spacewatch        |
| 282633        | 2005 SG208             | 30 de setembre de 2005 | Kitt Peak            | Spacewatch        |
| 282634        | 2005 SQ263             | 23 de setembre de 2005 | Kitt Peak            | Spacewatch        |
| 282635        | 2005 SK276             | 29 de setembre de 2005 | Kitt Peak            | Spacewatch        |
| 282636        | 2005 SH293             | 23 de setembre de 2005 | Anderson Mesa        | LONEOS            |
| 282637        | 2005 TT1               | 1 d'octubre de 2005    | Catalina             | CSS               |
| 282638        | 2005 TY11              | 1 d'octubre de 2005    | Catalina             | CSS               |
| 282639        | 2005 TC46              | 9 d'octubre de 2005    | Ottmarsheim          | Ottmarsheim       |
| 282640        | 2005 TG63              | 4 d'octubre de 2005    | Mount Lemmon         | Mt. Lemmon Survey |
| 282641        | 2005 TK74              | 7 d'octubre de 2005    | Anderson Mesa        | LONEOS            |
| 282642        | 2005 TB100             | 7 d'octubre de 2005    | Socorro              | LINEAR            |
| 282643        | 2005 TQ104             | 8 d'octubre de 2005    | Catalina             | CSS               |
| 282644        | 2005 TN138             | 7 d'octubre de 2005    | Catalina             | CSS               |
| 282645        | 2005 TA172             | 10 d'octubre de 2005   | Kitt Peak            | Spacewatch        |
| 282646        | 2005 UR17              | 22 d'octubre de 2005   | Kitt Peak            | Spacewatch        |
| 282647        | 2005 UB53              | 23 d'octubre de 2005   | Catalina             | CSS               |
| 282648        | 2005 UM60              | 25 d'octubre de 2005   | Catalina             | CSS               |
| 282649        | 2005 UP98              | 22 d'octubre de 2005   | Kitt Peak            | Spacewatch        |
| 282650        | 2005 UF99              | 22 d'octubre de 2005   | Kitt Peak            | Spacewatch        |
| 282651        | 2005 UU106             | 22 d'octubre de 2005   | Kitt Peak            | Spacewatch        |
| 282652        | 2005 UP113             | 22 d'octubre de 2005   | Kitt Peak            | Spacewatch        |
| 282653        | 2005 UO141             | 25 d'octubre de 2005   | Catalina             | CSS               |
| 282654        | 2005 UF156             | 26 d'octubre de 2005   | Catalina             | CSS               |
| 282655        | 2005 US166             | 24 d'octubre de 2005   | Kitt Peak            | Spacewatch        |
| 282656        | 2005 UU198             | 25 d'octubre de 2005   | Mount Lemmon         | Mt. Lemmon Survey |
| 282657        | 2005 UW312             | 29 d'octubre de 2005   | Catalina             | CSS               |
| 282658        | 2005 UJ347             | 30 d'octubre de 2005   | Kitt Peak            | Spacewatch        |
| 282659        | 2005 UD352             | 29 d'octubre de 2005   | Catalina             | CSS               |
| 282660        | 2005 UR353             | 29 d'octubre de 2005   | Catalina             | CSS               |
| 282661        | 2005 UN393             | 27 d'octubre de 2005   | Anderson Mesa        | LONEOS            |
| 282662        | 2005 UJ399             | 31 d'octubre de 2005   | Catalina             | CSS               |
| 282663        | 2005 UE405             | 29 d'octubre de 2005   | Mount Lemmon         | Mt. Lemmon Survey |
| 282664        | 2005 UL436             | 30 d'octubre de 2005   | Mount Lemmon         | Mt. Lemmon Survey |
| 282665        | 2005 UT469             | 30 d'octubre de 2005   | Kitt Peak            | Spacewatch        |
| 282666        | 2005 UE479             | 29 d'octubre de 2005   | Mount Lemmon         | Mt. Lemmon Survey |
| 282667        | 2005 UF513             | 26 d'octubre de 2005   | Kitt Peak            | Spacewatch        |
| 282668        | 2005 UK521             | 26 d'octubre de 2005   | Apache Point         | A. C. Becker      |
| 282669 Ergüel | 2005 VD4               | 6 de novembre de 2005  | Nogales              | Tenagra II        |
| 282670        | 2005 VP67              | 1 de novembre de 2005  | Mount Lemmon         | Mt. Lemmon Survey |
| 282671        | 2005 VC95              | 6 de novembre de 2005  | Kitt Peak            | Spacewatch        |
| 282672        | 2005 WZ2               | 20 de novembre de 2005 | Palomar              | NEAT              |
| 282673        | 2005 WX7               | 21 de novembre de 2005 | Catalina             | CSS               |
| 282674        | 2005 WF44              | 21 de novembre de 2005 | Kitt Peak            | Spacewatch        |
| 282675        | 2005 WX73              | 26 de novembre de 2005 | Catalina             | CSS               |
| 282676        | 2005 WO93              | 25 de novembre de 2005 | Mount Lemmon         | Mt. Lemmon Survey |
| 282677        | 2005 WN105             | 29 de novembre de 2005 | Socorro              | LINEAR            |
| 282678        | 2005 WG110             | 30 de novembre de 2005 | Kitt Peak            | Spacewatch        |
| 282679        | 2005 WG119             | 28 de novembre de 2005 | Socorro              | LINEAR            |
| 282680        | 2005 WM179             | 21 de novembre de 2005 | Anderson Mesa        | LONEOS            |
| 282681        | 2005 WG180             | 21 de novembre de 2005 | Catalina             | CSS               |
| 282682        | 2005 WN180             | 22 de novembre de 2005 | Needville            | Needville         |
| 282683        | 2005 XT2               | 1 de desembre de 2005  | Kitt Peak            | Spacewatch        |
| 282684        | 2005 XB19              | 1 de desembre de 2005  | Socorro              | LINEAR            |
| 282685        | 2005 XC24              | 2 de desembre de 2005  | Socorro              | LINEAR            |
| 282686        | 2005 XB31              | 1 de desembre de 2005  | Socorro              | LINEAR            |
| 282687        | 2005 YW27              | 22 de desembre de 2005 | Kitt Peak            | Spacewatch        |
| 282688        | 2005 YJ32              | 22 de desembre de 2005 | Kitt Peak            | Spacewatch        |
| 282689        | 2005 YO53              | 22 de desembre de 2005 | Kitt Peak            | Spacewatch        |
| 282690        | 2005 YN90              | 26 de desembre de 2005 | Mount Lemmon         | Mt. Lemmon Survey |
| 282691        | 2005 YM164             | 29 de desembre de 2005 | Kitt Peak            | Spacewatch        |
| 282692        | 2005 YZ176             | 22 de desembre de 2005 | Kitt Peak            | Spacewatch        |
| 282693        | 2005 YD270             | 26 de desembre de 2005 | Mount Lemmon         | Mt. Lemmon Survey |
| 282694        | 2006 AO5               | 2 de gener de 2006     | Catalina             | CSS               |
| 282695        | 2006 AJ22              | 5 de gener de 2006     | Catalina             | CSS               |
| 282696        | 2006 AD62              | 5 de gener de 2006     | Kitt Peak            | Spacewatch        |
| 282697        | 2006 AS86              | 6 de gener de 2006     | Anderson Mesa        | LONEOS            |
| 282698        | 2006 BF27              | 20 de gener de 2006    | Kitt Peak            | Spacewatch        |
| 282699        | 2006 BY37              | 23 de gener de 2006    | Catalina             | CSS               |
| 282700        | 2006 BS43              | 23 de gener de 2006    | Catalina             | CSS               |

## 282701-282800
| Nom    | Designació provisional | Data de descobriment | Lloc de descobriment | Descobridor/s        |
| ------ | ---------------------- | -------------------- | -------------------- | -------------------- |
| 282701 | 2006 BD65              | 22 de gener de 2006  | Mount Lemmon         | Mt. Lemmon Survey    |
| 282702 | 2006 BL74              | 23 de gener de 2006  | Kitt Peak            | Spacewatch           |
| 282703 | 2006 BF77              | 23 de gener de 2006  | Mount Lemmon         | Mt. Lemmon Survey    |
| 282704 | 2006 BJ79              | 23 de gener de 2006  | Kitt Peak            | Spacewatch           |
| 282705 | 2006 BD96              | 26 de gener de 2006  | Kitt Peak            | Spacewatch           |
| 282706 | 2006 BZ96              | 26 de gener de 2006  | Mount Lemmon         | Mt. Lemmon Survey    |
| 282707 | 2006 BK115             | 26 de gener de 2006  | Kitt Peak            | Spacewatch           |
| 282708 | 2006 BC122             | 26 de gener de 2006  | Kitt Peak            | Spacewatch           |
| 282709 | 2006 BC153             | 25 de gener de 2006  | Kitt Peak            | Spacewatch           |
| 282710 | 2006 BD156             | 25 de gener de 2006  | Kitt Peak            | Spacewatch           |
| 282711 | 2006 BX193             | 30 de gener de 2006  | Kitt Peak            | Spacewatch           |
| 282712 | 2006 BN199             | 30 de gener de 2006  | Kitt Peak            | Spacewatch           |
| 282713 | 2006 BP231             | 31 de gener de 2006  | Kitt Peak            | Spacewatch           |
| 282714 | 2006 BW244             | 31 de gener de 2006  | Kitt Peak            | Spacewatch           |
| 282715 | 2006 BG249             | 31 de gener de 2006  | Kitt Peak            | Spacewatch           |
| 282716 | 2006 BV257             | 31 de gener de 2006  | Kitt Peak            | Spacewatch           |
| 282717 | 2006 BZ264             | 31 de gener de 2006  | Kitt Peak            | Spacewatch           |
| 282718 | 2006 BH265             | 31 de gener de 2006  | Kitt Peak            | Spacewatch           |
| 282719 | 2006 BP270             | 31 de gener de 2006  | Catalina             | CSS                  |
| 282720 | 2006 CD34              | 2 de febrer de 2006  | Mount Lemmon         | Mt. Lemmon Survey    |
| 282721 | 2006 CX65              | 4 de febrer de 2006  | Mount Lemmon         | Mt. Lemmon Survey    |
| 282722 | 2006 DD15              | 20 de febrer de 2006 | Kitt Peak            | Spacewatch           |
| 282723 | 2006 DD39              | 21 de febrer de 2006 | Mount Lemmon         | Mt. Lemmon Survey    |
| 282724 | 2006 DV46              | 20 de febrer de 2006 | Kitt Peak            | Spacewatch           |
| 282725 | 2006 DF57              | 24 de febrer de 2006 | Catalina             | CSS                  |
| 282726 | 2006 DU57              | 24 de febrer de 2006 | Mount Lemmon         | Mt. Lemmon Survey    |
| 282727 | 2006 DG71              | 21 de febrer de 2006 | Mount Lemmon         | Mt. Lemmon Survey    |
| 282728 | 2006 DK76              | 24 de febrer de 2006 | Kitt Peak            | Spacewatch           |
| 282729 | 2006 DR78              | 24 de febrer de 2006 | Kitt Peak            | Spacewatch           |
| 282730 | 2006 DB91              | 24 de febrer de 2006 | Kitt Peak            | Spacewatch           |
| 282731 | 2006 DL119             | 20 de febrer de 2006 | Socorro              | LINEAR               |
| 282732 | 2006 DO130             | 25 de febrer de 2006 | Mount Lemmon         | Mt. Lemmon Survey    |
| 282733 | 2006 DA140             | 25 de febrer de 2006 | Kitt Peak            | Spacewatch           |
| 282734 | 2006 DC196             | 21 de febrer de 2006 | Catalina             | CSS                  |
| 282735 | 2006 DK198             | 26 de febrer de 2006 | Catalina             | CSS                  |
| 282736 | 2006 DG200             | 24 de febrer de 2006 | Catalina             | CSS                  |
| 282737 | 2006 DO204             | 25 de febrer de 2006 | Catalina             | CSS                  |
| 282738 | 2006 DJ206             | 25 de febrer de 2006 | Kitt Peak            | Spacewatch           |
| 282739 | 2006 DY213             | 25 de febrer de 2006 | Catalina             | CSS                  |
| 282740 | 2006 DR214             | 24 de febrer de 2006 | Kitt Peak            | Spacewatch           |
| 282741 | 2006 DD217             | 27 de febrer de 2006 | Kitt Peak            | Spacewatch           |
| 282742 | 2006 ET39              | 4 de març de 2006    | Mount Lemmon         | Mt. Lemmon Survey    |
| 282743 | 2006 EZ51              | 4 de març de 2006    | Kitt Peak            | Spacewatch           |
| 282744 | 2006 EY70              | 3 de març de 2006    | Catalina             | CSS                  |
| 282745 | 2006 FL7               | 23 de març de 2006   | Kitt Peak            | Spacewatch           |
| 282746 | 2006 FO27              | 24 de març de 2006   | Mount Lemmon         | Mt. Lemmon Survey    |
| 282747 | 2006 FL46              | 31 de març de 2006   | Anderson Mesa        | LONEOS               |
| 282748 | 2006 GA3               | 2 d'abril de 2006    | Schiaparelli         | Schiaparelli         |
| 282749 | 2006 GN35              | 7 d'abril de 2006    | Catalina             | CSS                  |
| 282750 | 2006 GO39              | 2 d'abril de 2006    | Anderson Mesa        | LONEOS               |
| 282751 | 2006 GW41              | 7 d'abril de 2006    | Anderson Mesa        | LONEOS               |
| 282752 | 2006 GE49              | 2 d'abril de 2006    | Anderson Mesa        | LONEOS               |
| 282753 | 2006 GK50              | 9 d'abril de 2006    | Anderson Mesa        | LONEOS               |
| 282754 | 2006 HF13              | 19 d'abril de 2006   | Kitt Peak            | Spacewatch           |
| 282755 | 2006 HL14              | 19 d'abril de 2006   | Mount Lemmon         | Mt. Lemmon Survey    |
| 282756 | 2006 HX17              | 21 d'abril de 2006   | Reedy Creek          | J. Broughton         |
| 282757 | 2006 HE26              | 20 d'abril de 2006   | Kitt Peak            | Spacewatch           |
| 282758 | 2006 HK27              | 20 d'abril de 2006   | Mount Lemmon         | Mt. Lemmon Survey    |
| 282759 | 2006 HO31              | 18 d'abril de 2006   | Kitt Peak            | Spacewatch           |
| 282760 | 2006 HB37              | 21 d'abril de 2006   | Kitt Peak            | Spacewatch           |
| 282761 | 2006 HU49              | 26 d'abril de 2006   | Kitt Peak            | Spacewatch           |
| 282762 | 2006 HV49              | 26 d'abril de 2006   | Kitt Peak            | Spacewatch           |
| 282763 | 2006 HA68              | 24 d'abril de 2006   | Mount Lemmon         | Mt. Lemmon Survey    |
| 282764 | 2006 HT71              | 25 d'abril de 2006   | Kitt Peak            | Spacewatch           |
| 282765 | 2006 HT79              | 26 d'abril de 2006   | Kitt Peak            | Spacewatch           |
| 282766 | 2006 HV79              | 26 d'abril de 2006   | Kitt Peak            | Spacewatch           |
| 282767 | 2006 HT103             | 30 d'abril de 2006   | Kitt Peak            | Spacewatch           |
| 282768 | 2006 HZ105             | 29 d'abril de 2006   | Siding Spring        | Siding Spring Survey |
| 282769 | 2006 HC106             | 30 d'abril de 2006   | Kitt Peak            | Spacewatch           |
| 282770 | 2006 HY151             | 19 d'abril de 2006   | Kitt Peak            | Spacewatch           |
| 282771 | 2006 JF26              | 3 de maig de 2006    | Reedy Creek          | J. Broughton         |
| 282772 | 2006 JU27              | 2 de maig de 2006    | Mount Lemmon         | Mt. Lemmon Survey    |
| 282773 | 2006 JG48              | 5 de maig de 2006    | Anderson Mesa        | LONEOS               |
| 282774 | 2006 JA49              | 14 de maig de 2006   | Palomar              | NEAT                 |
| 282775 | 2006 JO55              | 1 de maig de 2006    | Catalina             | CSS                  |
| 282776 | 2006 JB57              | 11 de maig de 2006   | Palomar              | NEAT                 |
| 282777 | 2006 KP11              | 19 de maig de 2006   | Palomar              | NEAT                 |
| 282778 | 2006 KH12              | 20 de maig de 2006   | Kitt Peak            | Spacewatch           |
| 282779 | 2006 KZ13              | 20 de maig de 2006   | Kitt Peak            | Spacewatch           |
| 282780 | 2006 KL16              | 21 de maig de 2006   | Kitt Peak            | Spacewatch           |
| 282781 | 2006 KO16              | 21 de maig de 2006   | Catalina             | CSS                  |
| 282782 | 2006 KK18              | 21 de maig de 2006   | Kitt Peak            | Spacewatch           |
| 282783 | 2006 KM26              | 20 de maig de 2006   | Kitt Peak            | Spacewatch           |
| 282784 | 2006 KP37              | 22 de maig de 2006   | Kitt Peak            | Spacewatch           |
| 282785 | 2006 KC53              | 21 de maig de 2006   | Kitt Peak            | Spacewatch           |
| 282786 | 2006 KD55              | 1 de febrer de 2005  | Kitt Peak            | Spacewatch           |
| 282787 | 2006 KL82              | 25 de maig de 2006   | Mount Lemmon         | Mt. Lemmon Survey    |
| 282788 | 2006 KX102             | 29 de maig de 2006   | Kitt Peak            | Spacewatch           |
| 282789 | 2006 KO114             | 25 de maig de 2006   | Socorro              | LINEAR               |
| 282790 | 2006 ME12              | 20 de juny de 2006   | Hibiscus             | S. F. Hoenig         |
| 282791 | 2006 NA                | 1 de juliol de 2006  | Eskridge             | Eskridge             |
| 282792 | 2006 OM4               | 21 de juliol de 2006 | Catalina             | CSS                  |
| 282793 | 2006 OV13              | 25 de juliol de 2006 | Palomar              | NEAT                 |
| 282794 | 2006 OF14              | 27 de juliol de 2006 | Hibiscus             | S. F. Hoenig         |
| 282795 | 2006 PR17              | 15 d'agost de 2006   | Palomar              | NEAT                 |
| 282796 | 2006 PA19              | 13 d'agost de 2006   | Palomar              | NEAT                 |
| 282797 | 2006 PO43              | 12 d'agost de 2006   | Palomar              | NEAT                 |
| 282798 | 2006 QR60              | 20 d'agost de 2006   | Palomar              | NEAT                 |
| 282799 | 2006 QS62              | 23 d'agost de 2006   | Socorro              | LINEAR               |
| 282800 | 2006 QK64              | 19 d'agost de 2006   | Anderson Mesa        | LONEOS               |

## 282801-282900
| Nom                  | Designació provisional | Data de descobriment   | Lloc de descobriment | Descobridor/s                                       |
| -------------------- | ---------------------- | ---------------------- | -------------------- | --------------------------------------------------- |
| 282801               | 2006 QN91              | 16 d'agost de 2006     | Palomar              | NEAT                                                |
| 282802               | 2006 QG92              | 16 d'agost de 2006     | Palomar              | NEAT                                                |
| 282803               | 2006 QD100             | 24 d'agost de 2006     | Socorro              | LINEAR                                              |
| 282804               | 2006 QC116             | 27 d'agost de 2006     | Anderson Mesa        | LONEOS                                              |
| 282805               | 2006 QU136             | 16 d'agost de 2006     | Palomar              | NEAT                                                |
| 282806               | 2006 QN141             | 18 d'agost de 2006     | Palomar              | NEAT                                                |
| 282807               | 2006 QG147             | 18 d'agost de 2006     | Kitt Peak            | Spacewatch                                          |
| 282808               | 2006 QP184             | 19 d'agost de 2006     | Kitt Peak            | Spacewatch                                          |
| 282809               | 2006 RB3               | 14 de setembre de 2006 | Catalina             | CSS                                                 |
| 282810               | 2006 RC5               | 14 de setembre de 2006 | Catalina             | CSS                                                 |
| 282811               | 2006 RZ9               | 13 de setembre de 2006 | Palomar              | NEAT                                                |
| 282812               | 2006 RQ18              | 14 de setembre de 2006 | Catalina             | CSS                                                 |
| 282813               | 2006 RJ20              | 15 de setembre de 2006 | Socorro              | LINEAR                                              |
| 282814               | 2006 RQ38              | 14 de setembre de 2006 | Catalina             | CSS                                                 |
| 282815               | 2006 RN60              | 13 de setembre de 2006 | Palomar              | NEAT                                                |
| 282816               | 2006 RL80              | 15 de setembre de 2006 | Kitt Peak            | Spacewatch                                          |
| 282817               | 2006 RT90              | 15 de setembre de 2006 | Kitt Peak            | Spacewatch                                          |
| 282818               | 2006 SD43              | 18 de setembre de 2006 | Kitt Peak            | Spacewatch                                          |
| 282819               | 2006 SR44              | 17 de setembre de 2006 | Anderson Mesa        | LONEOS                                              |
| 282820               | 2006 SH59              | 16 de setembre de 2006 | Catalina             | CSS                                                 |
| 282821               | 2006 SP111             | 22 de setembre de 2006 | Anderson Mesa        | LONEOS                                              |
| 282822               | 2006 SA118             | 24 de setembre de 2006 | Kitt Peak            | Spacewatch                                          |
| 282823               | 2006 SL214             | 27 de setembre de 2006 | Mount Lemmon         | Mt. Lemmon Survey                                   |
| 282824               | 2006 SY219             | 25 de setembre de 2006 | Anderson Mesa        | LONEOS                                              |
| 282825               | 2006 SS249             | 26 de setembre de 2006 | Kitt Peak            | Spacewatch                                          |
| 282826               | 2006 SL306             | 27 de setembre de 2006 | Mount Lemmon         | Mt. Lemmon Survey                                   |
| 282827               | 2006 SD349             | 28 de setembre de 2006 | Catalina             | CSS                                                 |
| 282828               | 2006 SL405             | 17 de setembre de 2006 | Kitt Peak            | Spacewatch                                          |
| 282829               | 2006 TP45              | 12 d'octubre de 2006   | Kitt Peak            | Spacewatch                                          |
| 282830               | 2006 TU67              | 11 d'octubre de 2006   | Palomar              | NEAT                                                |
| 282831               | 2006 TZ70              | 11 d'octubre de 2006   | Palomar              | NEAT                                                |
| 282832               | 2006 TN77              | 12 d'octubre de 2006   | Palomar              | NEAT                                                |
| 282833               | 2006 TK95              | 3 d'octubre de 2006    | Siding Spring        | Siding Spring Survey                                |
| 282834               | 2006 UZ2               | 16 d'octubre de 2006   | Catalina             | CSS                                                 |
| 282835               | 2006 UG8               | 16 d'octubre de 2006   | Catalina             | CSS                                                 |
| 282836               | 2006 UJ28              | 16 d'octubre de 2006   | Kitt Peak            | Spacewatch                                          |
| 282837               | 2006 UO47              | 17 d'octubre de 2006   | Kitt Peak            | Spacewatch                                          |
| 282838               | 2006 UU76              | 17 d'octubre de 2006   | Kitt Peak            | Spacewatch                                          |
| 282839               | 2006 UH124             | 19 d'octubre de 2006   | Catalina             | CSS                                                 |
| 282840               | 2006 US139             | 19 d'octubre de 2006   | Mount Lemmon         | Mt. Lemmon Survey                                   |
| 282841               | 2006 UW146             | 20 d'octubre de 2006   | Kitt Peak            | Spacewatch                                          |
| 282842               | 2006 UM184             | 19 d'octubre de 2006   | Catalina             | CSS                                                 |
| 282843               | 2006 UX186             | 19 d'octubre de 2006   | Catalina             | CSS                                                 |
| 282844               | 2006 UP203             | 22 d'octubre de 2006   | Palomar              | NEAT                                                |
| 282845               | 2006 UZ291             | 28 d'octubre de 2006   | Apache Point         | Sloan Digital Sky Survey Linked Object Catalog team |
| 282846               | 2006 VQ12              | 11 de novembre de 2006 | Socorro              | LINEAR                                              |
| 282847               | 2006 VJ30              | 10 de novembre de 2006 | Kitt Peak            | Spacewatch                                          |
| 282848               | 2006 VL34              | 11 de novembre de 2006 | Catalina             | CSS                                                 |
| 282849               | 2006 VV56              | 11 de novembre de 2006 | Kitt Peak            | Spacewatch                                          |
| 282850               | 2006 WX100             | 19 de novembre de 2006 | Socorro              | LINEAR                                              |
| 282851               | 2006 XE6               | 8 de desembre de 2006  | Anderson Mesa        | LONEOS                                              |
| 282852               | 2006 XK69              | 12 de desembre de 2006 | Mount Lemmon         | Mt. Lemmon Survey                                   |
| 282853               | 2007 AL30              | 10 de gener de 2007    | Mount Lemmon         | Mt. Lemmon Survey                                   |
| 282854               | 2007 BZ12              | 17 de gener de 2007    | Kitt Peak            | Spacewatch                                          |
| 282855               | 2007 BP21              | 24 de gener de 2007    | Socorro              | LINEAR                                              |
| 282856               | 2007 BA42              | 24 de gener de 2007    | Catalina             | CSS                                                 |
| 282857               | 2007 BN47              | 26 de gener de 2007    | Kitt Peak            | Spacewatch                                          |
| 282858               | 2007 CX12              | 26 de gener de 2007    | Kitt Peak            | Spacewatch                                          |
| 282859               | 2007 CU23              | 7 de febrer de 2007    | Palomar              | NEAT                                                |
| 282860               | 2007 CM27              | 5 de febrer de 2007    | Lulin                | H.-C. Lin, Q.-z. Ye                                 |
| 282861               | 2007 DQ25              | 17 de febrer de 2007   | Kitt Peak            | Spacewatch                                          |
| 282862               | 2007 DE31              | 17 de febrer de 2007   | Kitt Peak            | Spacewatch                                          |
| 282863               | 2007 DF33              | 17 de febrer de 2007   | Kitt Peak            | Spacewatch                                          |
| 282864               | 2007 DQ49              | 16 de febrer de 2007   | Catalina             | CSS                                                 |
| 282865               | 2007 DB97              | 23 de febrer de 2007   | Kitt Peak            | Spacewatch                                          |
| 282866               | 2007 DC110             | 27 de febrer de 2007   | Kitt Peak            | Spacewatch                                          |
| 282867               | 2007 DZ116             | 19 de febrer de 2007   | Catalina             | CSS                                                 |
| 282868               | 2007 EQ1               | 9 de març de 2007      | Kitt Peak            | Spacewatch                                          |
| 282869               | 2007 EV17              | 9 de març de 2007      | Mount Lemmon         | Mt. Lemmon Survey                                   |
| 282870               | 2007 EV30              | 10 de març de 2007     | Kitt Peak            | Spacewatch                                          |
| 282871               | 2007 EO47              | 9 de març de 2007      | Mount Lemmon         | Mt. Lemmon Survey                                   |
| 282872               | 2007 EV55              | 12 de març de 2007     | Mount Lemmon         | Mt. Lemmon Survey                                   |
| 282873               | 2007 ET65              | 10 de març de 2007     | Kitt Peak            | Spacewatch                                          |
| 282874               | 2007 EH68              | 10 de març de 2007     | Kitt Peak            | Spacewatch                                          |
| 282875               | 2007 EH90              | 9 de març de 2007      | Catalina             | CSS                                                 |
| 282876               | 2007 EU101             | 11 de març de 2007     | Kitt Peak            | Spacewatch                                          |
| 282877               | 2007 ER104             | 26 de febrer de 2007   | Mount Lemmon         | Mt. Lemmon Survey                                   |
| 282878               | 2007 EO110             | 11 de març de 2007     | Kitt Peak            | Spacewatch                                          |
| 282879               | 2007 EV132             | 9 de març de 2007      | Mount Lemmon         | Mt. Lemmon Survey                                   |
| 282880               | 2007 EA157             | 12 de març de 2007     | Kitt Peak            | Spacewatch                                          |
| 282881               | 2007 EN158             | 14 de març de 2007     | Mount Lemmon         | Mt. Lemmon Survey                                   |
| 282882               | 2007 EA159             | 14 de març de 2007     | Mount Lemmon         | Mt. Lemmon Survey                                   |
| 282883               | 2007 EQ160             | 14 de març de 2007     | Catalina             | CSS                                                 |
| 282884               | 2007 ED167             | 11 de març de 2007     | Mount Lemmon         | Mt. Lemmon Survey                                   |
| 282885               | 2007 ES169             | 13 de març de 2007     | Kitt Peak            | Spacewatch                                          |
| 282886               | 2007 ER175             | 14 de març de 2007     | Kitt Peak            | Spacewatch                                          |
| 282887               | 2007 EE191             | 13 de març de 2007     | Kitt Peak            | Spacewatch                                          |
| 282888               | 2007 EO210             | 8 de març de 2007      | Palomar              | NEAT                                                |
| 282889               | 2007 FP25              | 20 de març de 2007     | Kitt Peak            | Spacewatch                                          |
| 282890               | 2007 FZ30              | 20 de març de 2007     | Mount Lemmon         | Mt. Lemmon Survey                                   |
| 282891               | 2007 GE8               | 7 d'abril de 2007      | Mount Lemmon         | Mt. Lemmon Survey                                   |
| 282892               | 2007 GB11              | 11 d'abril de 2007     | Kitt Peak            | Spacewatch                                          |
| 282893               | 2007 GQ18              | 11 d'abril de 2007     | Kitt Peak            | Spacewatch                                          |
| 282894               | 2007 GH21              | 11 d'abril de 2007     | Mount Lemmon         | Mt. Lemmon Survey                                   |
| 282895               | 2007 GZ24              | 12 d'abril de 2007     | Crni Vrh             | Crni Vrh                                            |
| 282896               | 2007 GW25              | 14 d'abril de 2007     | Kitt Peak            | Spacewatch                                          |
| 282897 Kaltenbrunner | 2007 GK28              | 15 d'abril de 2007     | Altschwendt          | W. Ries                                             |
| 282898               | 2007 GQ30              | 14 d'abril de 2007     | Mount Lemmon         | Mt. Lemmon Survey                                   |
| 282899               | 2007 GW35              | 14 d'abril de 2007     | Kitt Peak            | Spacewatch                                          |
| 282900               | 2007 GG50              | 15 d'abril de 2007     | Socorro              | LINEAR                                              |

## 282901-283000
| Nom    | Designació provisional | Data de descobriment   | Lloc de descobriment | Descobridor/s          |
| ------ | ---------------------- | ---------------------- | -------------------- | ---------------------- |
| 282901 | 2007 GV50              | 15 d'abril de 2007     | Catalina             | CSS                    |
| 282902 | 2007 HN11              | 18 d'abril de 2007     | Mount Lemmon         | Mt. Lemmon Survey      |
| 282903 | 2007 HX14              | 20 d'abril de 2007     | Vallemare Borbon     | V. S. Casulli          |
| 282904 | 2007 HV27              | 18 d'abril de 2007     | Kitt Peak            | Spacewatch             |
| 282905 | 2007 HP47              | 20 d'abril de 2007     | Kitt Peak            | Spacewatch             |
| 282906 | 2007 HV54              | 22 d'abril de 2007     | Kitt Peak            | Spacewatch             |
| 282907 | 2007 HA66              | 22 d'abril de 2007     | Catalina             | CSS                    |
| 282908 | 2007 HE81              | 25 d'abril de 2007     | Mount Lemmon         | Mt. Lemmon Survey      |
| 282909 | 2007 HQ88              | 22 d'abril de 2007     | Catalina             | CSS                    |
| 282910 | 2007 HY95              | 25 d'abril de 2007     | Kitt Peak            | Spacewatch             |
| 282911 | 2007 HD97              | 16 d'abril de 2007     | Catalina             | CSS                    |
| 282912 | 2007 JR3               | 6 de maig de 2007      | Kitt Peak            | Spacewatch             |
| 282913 | 2007 JE43              | 13 de maig de 2007     | Siding Spring        | Siding Spring Survey   |
| 282914 | 2007 LR14              | 10 de juny de 2007     | Kitt Peak            | Spacewatch             |
| 282915 | 2007 LF19              | 11 de juny de 2007     | Siding Spring        | Siding Spring Survey   |
| 282916 | 2007 LH24              | 14 de juny de 2007     | Kitt Peak            | Spacewatch             |
| 282917 | 2007 LA33              | 15 de juny de 2007     | Catalina             | CSS                    |
| 282918 | 2007 NA3               | 14 de juliol de 2007   | Tiki                 | S. F. Hoenig, N. Teamo |
| 282919 | 2007 NW6               | 15 de juliol de 2007   | Siding Spring        | Siding Spring Survey   |
| 282920 | 2007 OS5               | 22 de juliol de 2007   | Lulin                | LUSS                   |
| 282921 | 2007 OA6               | 22 de juliol de 2007   | Lulin                | LUSS                   |
| 282922 | 2007 PL3               | 6 d'agost de 2007      | Lulin                | LUSS                   |
| 282923 | 2007 PO3               | 6 d'agost de 2007      | Lulin                | LUSS                   |
| 282924 | 2007 PP11              | 11 d'agost de 2007     | Socorro              | LINEAR                 |
| 282925 | 2007 PF16              | 8 d'agost de 2007      | Socorro              | LINEAR                 |
| 282926 | 2007 PN18              | 9 d'agost de 2007      | Socorro              | LINEAR                 |
| 282927 | 2007 PB24              | 12 d'agost de 2007     | Socorro              | LINEAR                 |
| 282928 | 2007 PD24              | 12 d'agost de 2007     | Socorro              | LINEAR                 |
| 282929 | 2007 PH29              | 6 d'agost de 2007      | Socorro              | LINEAR                 |
| 282930 | 2007 PM30              | 11 d'agost de 2007     | Socorro              | LINEAR                 |
| 282931 | 2007 PC31              | 5 d'agost de 2007      | Socorro              | LINEAR                 |
| 282932 | 2007 PU34              | 9 d'agost de 2007      | Socorro              | LINEAR                 |
| 282933 | 2007 PP40              | 6 d'agost de 2007      | Crni Vrh             | Crni Vrh               |
| 282934 | 2007 PX44              | 12 d'agost de 2007     | Siding Spring        | Siding Spring Survey   |
| 282935 | 2007 PK49              | 9 d'agost de 2007      | Socorro              | LINEAR                 |
| 282936 | 2007 QA10              | 22 d'agost de 2007     | Socorro              | LINEAR                 |
| 282937 | 2007 QV11              | 23 d'agost de 2007     | Kitt Peak            | Spacewatch             |
| 282938 | 2007 RQ11              | 10 de setembre de 2007 | Dauban               | Chante-Perdrix         |
| 282939 | 2007 RG13              | 3 de setembre de 2007  | Catalina             | CSS                    |
| 282940 | 2007 RD18              | 12 de setembre de 2007 | Dauban               | Chante-Perdrix         |
| 282941 | 2007 RO24              | 4 de setembre de 2007  | Mount Lemmon         | Mt. Lemmon Survey      |
| 282942 | 2007 RQ37              | 8 de setembre de 2007  | Anderson Mesa        | LONEOS                 |
| 282943 | 2007 RU39              | 9 de setembre de 2007  | Kitt Peak            | Spacewatch             |
| 282944 | 2007 RQ42              | 9 de setembre de 2007  | Kitt Peak            | Spacewatch             |
| 282945 | 2007 RS45              | 9 de setembre de 2007  | Kitt Peak            | Spacewatch             |
| 282946 | 2007 RA75              | 10 de setembre de 2007 | Mount Lemmon         | Mt. Lemmon Survey      |
| 282947 | 2007 RG99              | 11 de setembre de 2007 | Kitt Peak            | Spacewatch             |
| 282948 | 2007 RY101             | 11 de setembre de 2007 | Catalina             | CSS                    |
| 282949 | 2007 RQ112             | 11 de setembre de 2007 | Kitt Peak            | Spacewatch             |
| 282950 | 2007 RZ125             | 12 de setembre de 2007 | Catalina             | CSS                    |
| 282951 | 2007 RN144             | 14 de setembre de 2007 | Socorro              | LINEAR                 |
| 282952 | 2007 RV187             | 13 de setembre de 2007 | La Sagra             | La Sagra               |
| 282953 | 2007 RN200             | 13 de setembre de 2007 | Kitt Peak            | Spacewatch             |
| 282954 | 2007 RX201             | 13 de setembre de 2007 | Kitt Peak            | Spacewatch             |
| 282955 | 2007 RE222             | 14 de setembre de 2007 | Mount Lemmon         | Mt. Lemmon Survey      |
| 282956 | 2007 RY236             | 13 de setembre de 2007 | Catalina             | CSS                    |
| 282957 | 2007 RG241             | 10 de setembre de 2007 | Catalina             | CSS                    |
| 282958 | 2007 RM253             | 14 de setembre de 2007 | Kitt Peak            | Spacewatch             |
| 282959 | 2007 RR257             | 14 de setembre de 2007 | Kitt Peak            | Spacewatch             |
| 282960 | 2007 RZ260             | 14 de setembre de 2007 | Kitt Peak            | Spacewatch             |
| 282961 | 2007 RU263             | 15 de setembre de 2007 | Anderson Mesa        | LONEOS                 |
| 282962 | 2007 RV273             | 15 de setembre de 2007 | Kitt Peak            | Spacewatch             |
| 282963 | 2007 RO277             | 5 de setembre de 2007  | Catalina             | CSS                    |
| 282964 | 2007 RN281             | 14 de setembre de 2007 | Anderson Mesa        | LONEOS                 |
| 282965 | 2007 RB287             | 5 de setembre de 2007  | Catalina             | CSS                    |
| 282966 | 2007 RA310             | 3 de setembre de 2007  | Catalina             | CSS                    |
| 282967 | 2007 RK311             | 18 de juliol de 2007   | Mount Lemmon         | Mt. Lemmon Survey      |
| 282968 | 2007 SS                | 18 de setembre de 2007 | Hibiscus             | S. F. Hoenig, N. Teamo |
| 282969 | 2007 SP4               | 20 de setembre de 2007 | Farra d'Isonzo       | Farra d'Isonzo         |
| 282970 | 2007 SA9               | 18 de setembre de 2007 | Kitt Peak            | Spacewatch             |
| 282971 | 2007 SP23              | 22 de setembre de 2007 | Socorro              | LINEAR                 |
| 282972 | 2007 TE4               | 6 d'octubre de 2007    | La Sagra             | La Sagra               |
| 282973 | 2007 TJ11              | 6 d'octubre de 2007    | Socorro              | LINEAR                 |
| 282974 | 2007 TQ14              | 7 d'octubre de 2007    | La Sagra             | La Sagra               |
| 282975 | 2007 TS14              | 8 d'octubre de 2007    | La Sagra             | La Sagra               |
| 282976 | 2007 TP27              | 4 d'octubre de 2007    | Kitt Peak            | Spacewatch             |
| 282977 | 2007 TW39              | 6 d'octubre de 2007    | Kitt Peak            | Spacewatch             |
| 282978 | 2007 TA41              | 6 d'octubre de 2007    | Kitt Peak            | Spacewatch             |
| 282979 | 2007 TV41              | 6 d'octubre de 2007    | Purple Mountain      | PMO NEO Survey Program |
| 282980 | 2007 TQ55              | 4 d'octubre de 2007    | Kitt Peak            | Spacewatch             |
| 282981 | 2007 TL66              | 9 d'octubre de 2007    | Tiki                 | N. Teamo, J. C. Pelle  |
| 282982 | 2007 TM80              | 7 d'octubre de 2007    | Catalina             | CSS                    |
| 282983 | 2007 TL94              | 7 d'octubre de 2007    | Catalina             | CSS                    |
| 282984 | 2007 TU109             | 7 d'octubre de 2007    | Catalina             | CSS                    |
| 282985 | 2007 TO122             | 6 d'octubre de 2007    | Kitt Peak            | Spacewatch             |
| 282986 | 2007 TA136             | 8 d'octubre de 2007    | Catalina             | CSS                    |
| 282987 | 2007 TK155             | 9 d'octubre de 2007    | Socorro              | LINEAR                 |
| 282988 | 2007 TD156             | 9 d'octubre de 2007    | Socorro              | LINEAR                 |
| 282989 | 2007 TP184             | 13 d'octubre de 2007   | Skylive              | F. Tozzi               |
| 282990 | 2007 TJ222             | 9 d'octubre de 2007    | Kitt Peak            | Spacewatch             |
| 282991 | 2007 TC245             | 8 d'octubre de 2007    | Catalina             | CSS                    |
| 282992 | 2007 TL246             | 9 d'octubre de 2007    | Anderson Mesa        | LONEOS                 |
| 282993 | 2007 TN246             | 9 d'octubre de 2007    | Catalina             | CSS                    |
| 282994 | 2007 TJ248             | 10 d'octubre de 2007   | Anderson Mesa        | LONEOS                 |
| 282995 | 2007 TF282             | 8 d'octubre de 2007    | Mount Lemmon         | Mt. Lemmon Survey      |
| 282996 | 2007 TP283             | 8 d'octubre de 2007    | Mount Lemmon         | Mt. Lemmon Survey      |
| 282997 | 2007 TR316             | 12 d'octubre de 2007   | Kitt Peak            | Spacewatch             |
| 282998 | 2007 TV370             | 12 d'octubre de 2007   | Anderson Mesa        | LONEOS                 |
| 282999 | 2007 TM373             | 14 d'octubre de 2007   | Kitt Peak            | Spacewatch             |
| 283000 | 2007 TE386             | 15 d'octubre de 2007   | Catalina             | CSS                    |